# Chorzów

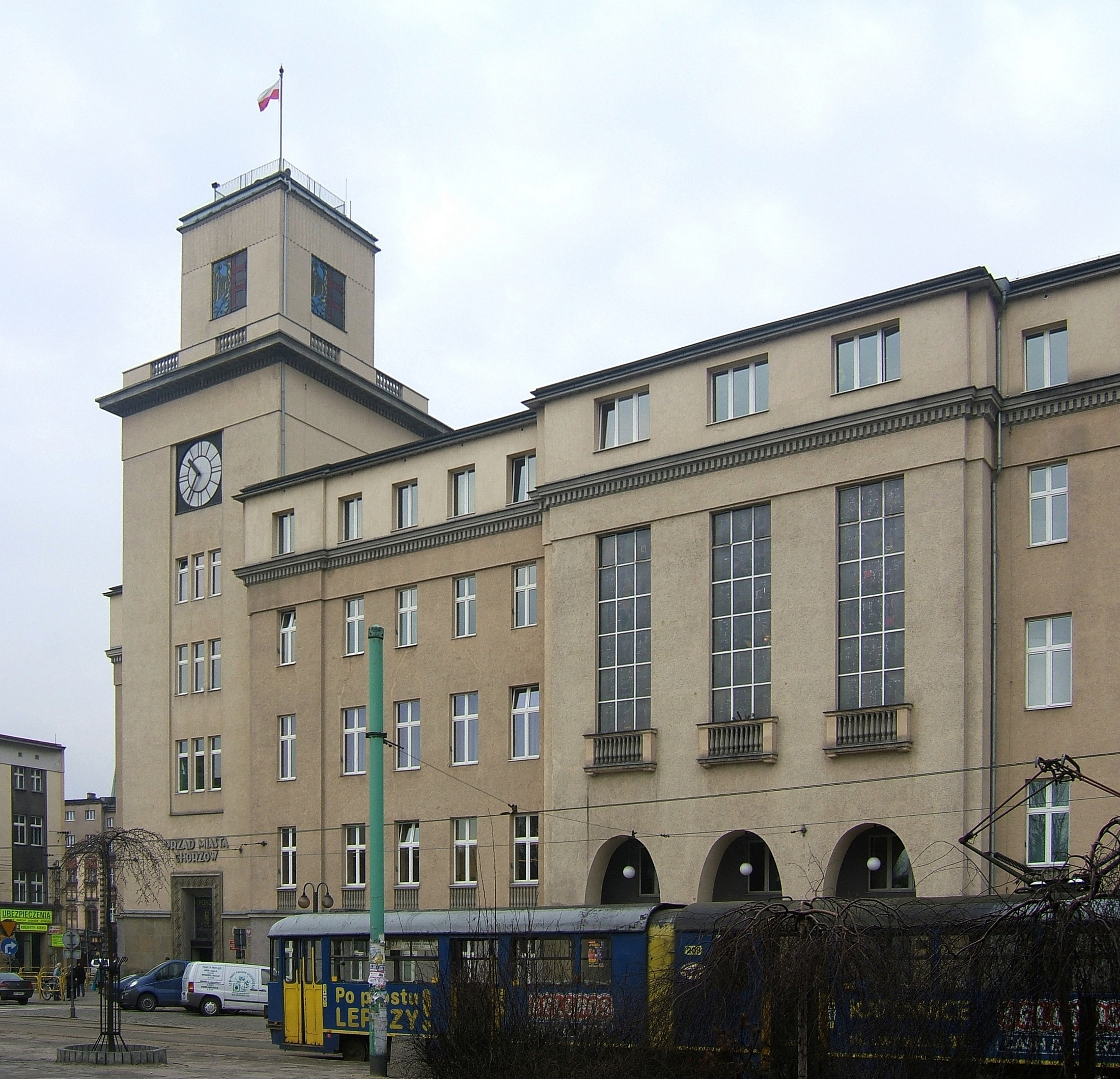
Rathaus

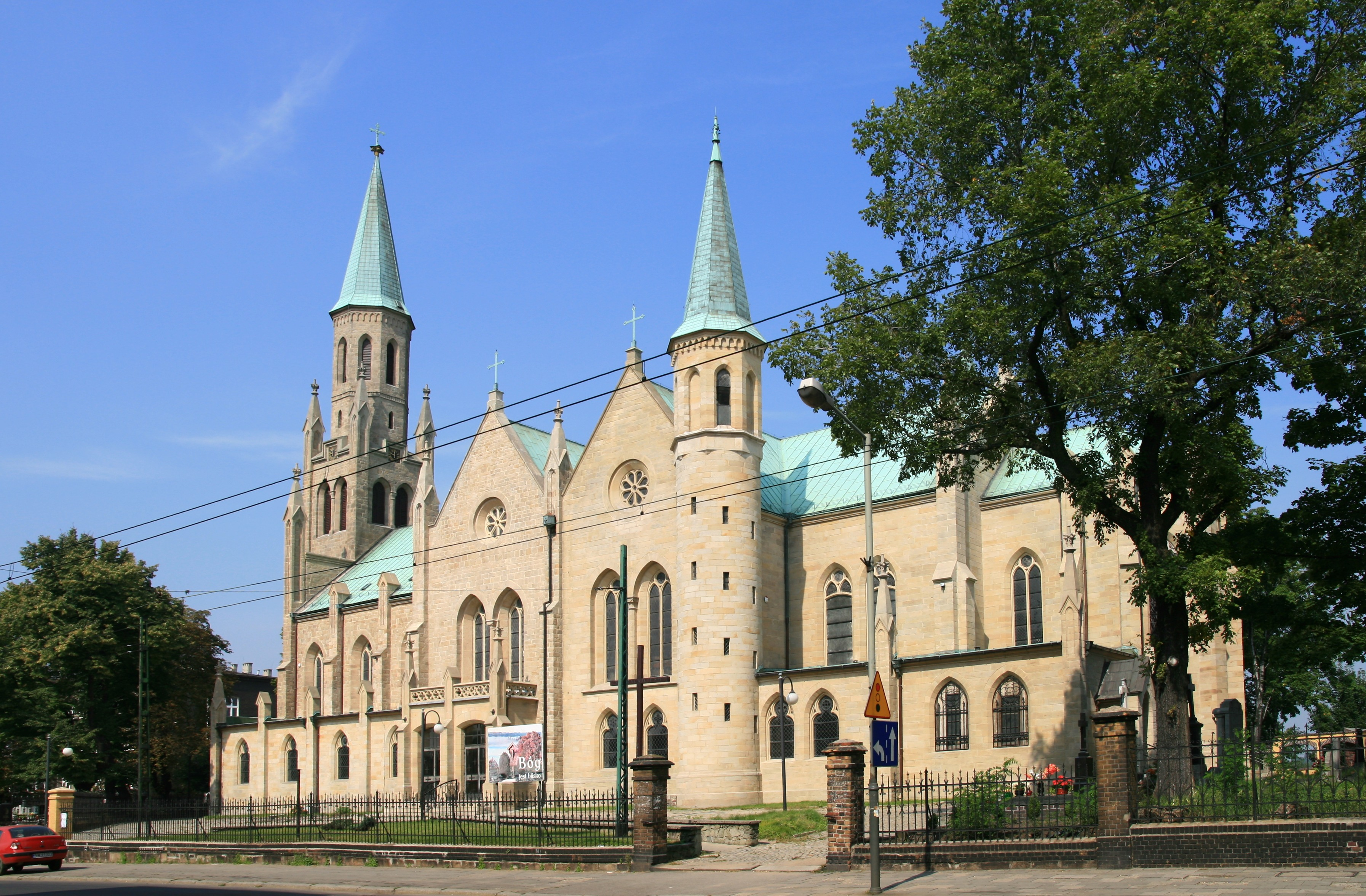
Barbarakirche

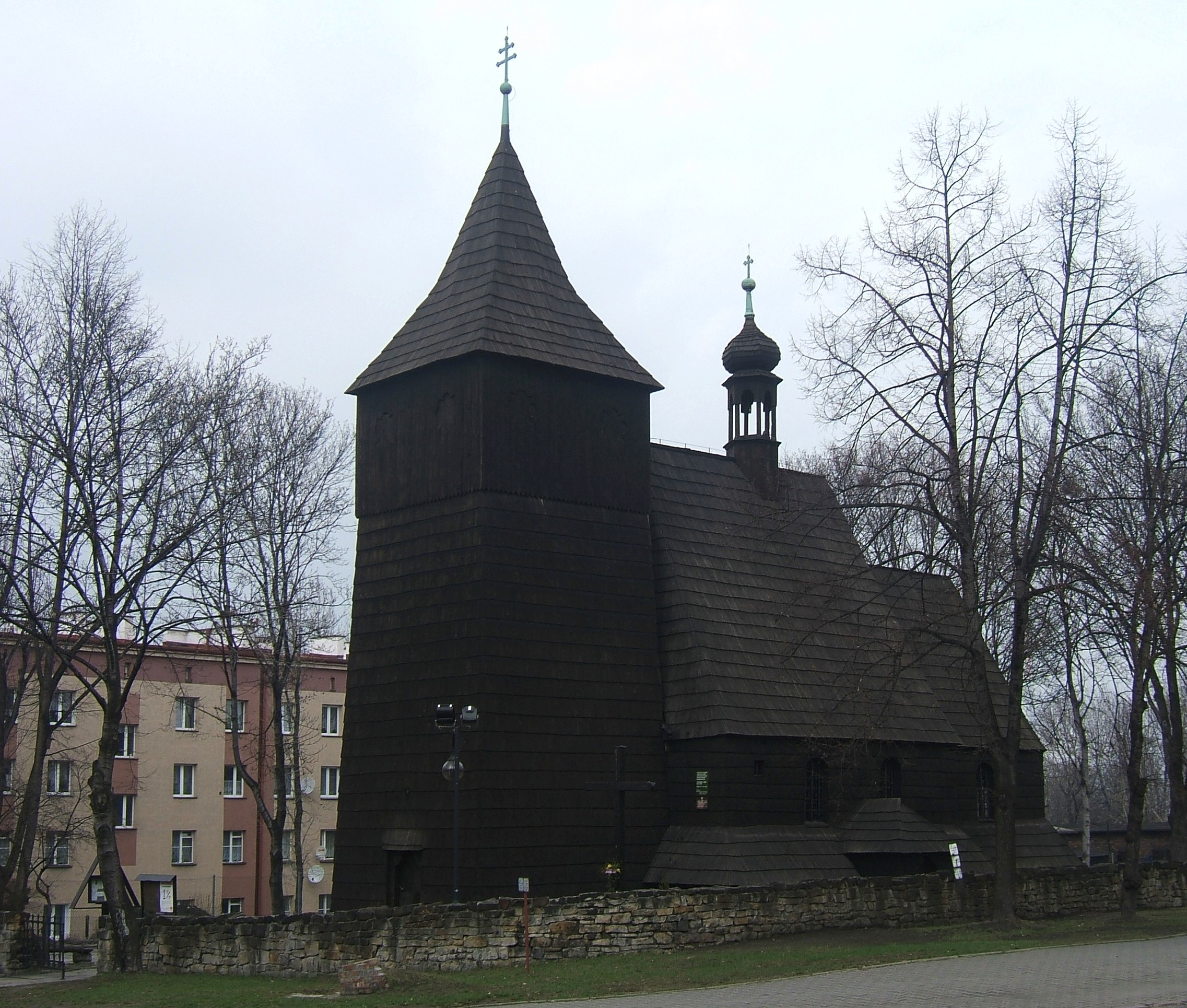
Laurentiuskirche am Redenberge

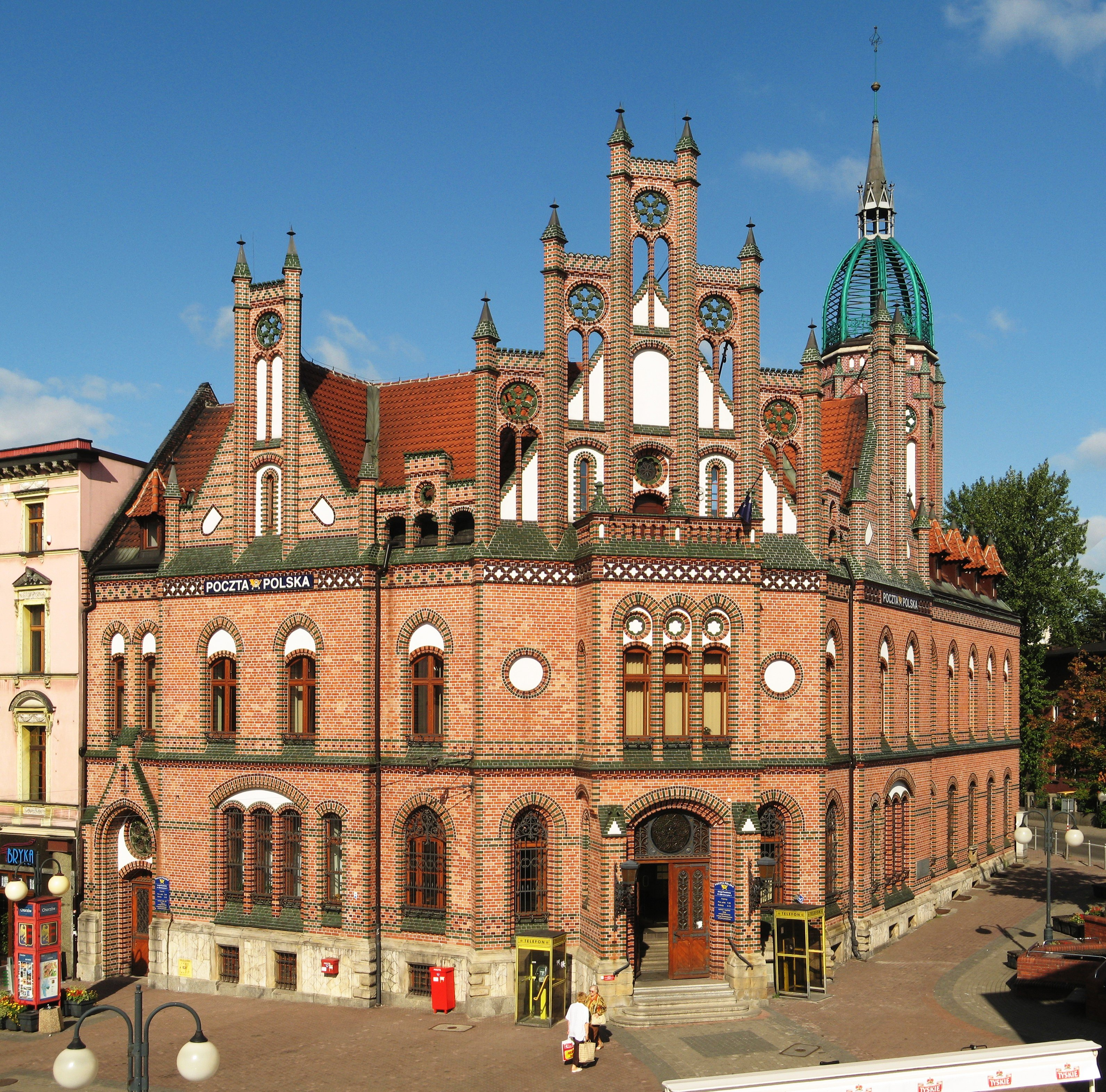
Hauptpostgebäude

Chorzów [ˈxɔʒuf; Ausspracheⓘ], deutsch: Königshütte (1922–1934 Królewska Huta), ist eine kreisfreie Großstadt in der Woiwodschaft Schlesien in Polen.

## Geographie
Die Industriestadt liegt im Oberschlesischen Industriegebiet, etwa sieben Kilometer nordwestlich von Katowice (Kattowitz) und sieben Kilometer südöstlich von Bytom (Beuthen). Geologisch liegt die Stadt im Oberschlesischen Steinkohlebecken, welches das gesamte Oberschlesische Industriegebiet und das Rybniker Kohlenrevier umfasst.

## Stadtgliederung
1939 wurde die Stadt in sechs Bezirke geteilt, die heute nur noch historische Bedeutung haben:
- Chorzów Stary (Chorzow)
- Chorzów Batory (Bismarckhütte)
- Chorzów Miasto (Königshütte)
- Chorzów II (Königshütte)
- Maciejkowice (Maczeikowitz)
- Klimzowiec (Klimsawiese)

Seit der Verabschiedung des neuen Statuts der Stadt Chorzów im Jahr 2009 gibt es die mehrfach geänderte Einteilung in Stadtbezirke nicht mehr. Ebenfalls 2009 wurde Maciejkowice als einziger separater Stadtteil gegründet.

## Geschichte

### Gründung der Hütte und der Stadt

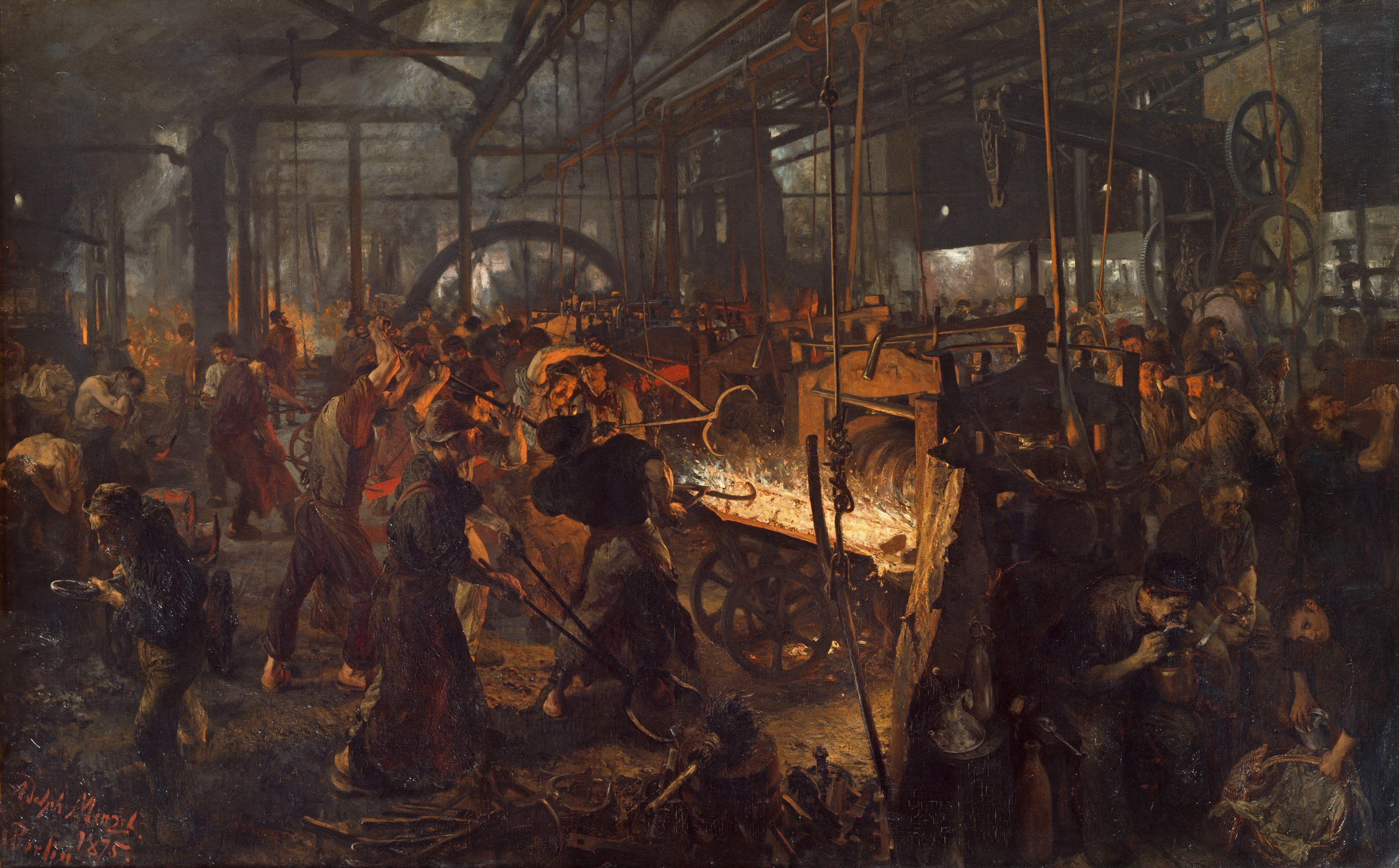
Eisenwalzwerk in Königshütte von Adolph von Menzel

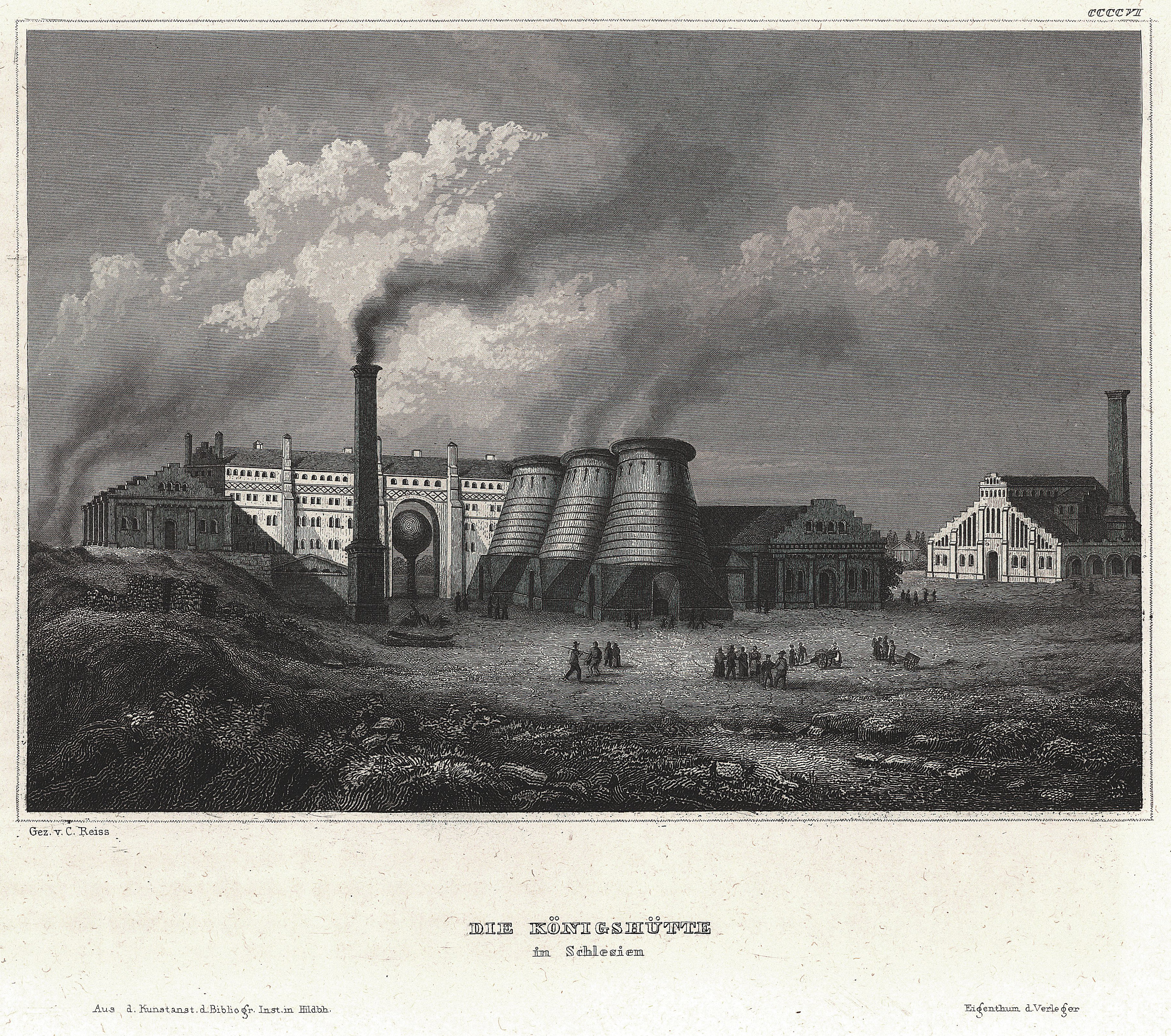
Außenansicht der Königshütte aus dem Jahre 1842

1797 wurde die namensgebende Königshütte als preußisches Staatsunternehmen gegründet. Sie war eines der ersten mit Dampfkraft betriebenen Hüttenwerke auf dem europäischen Kontinent. Ein 1802 angestochener Hochofen war damals der größte Europas. 1871 wurde der Betrieb Teil der Vereinigten Königs- und Laurahütte. Adolph von Menzel reiste 1875 nach Königshütte, um Studien für sein Gemälde Eisenwalzwerk (Moderne Cyklopen) zu betreiben.
Die Stadtgemeinde Königshütte im Kreis Beuthen war zum 17. Juli 1868 aus dem Gutsbezirk Königshütte, Hüttenwerk, Kolonie Erdmannswille, Charlottenhof und aus Teilen der Landgemeinde Chorzow und der Gutsbezirke Ober-Heiduk, Mittel-Lagiewnik, Ober-Lagiewnik und Schwientochlowitz als „Stadt Königshütte i. P.“ (in Preußen) gegründet worden. Die Veröffentlichung des königlichen Dekrets zur Stadterhebung durch den Oberpräsidenten der Provinz Schlesien erfolgte am 17. April 1869. Zum ersten kommissarischen Bürgermeister der neugegründeten Stadt wurde am 9. März 1869 der Bürgermeister a. D. Lange aus Bernau berufen und zu seinem ordentlichen Nachfolger wurde ein Jahr später der Gerichtsassessor Goetz.
Seit dem 20. Juni 1884 galt der Name Königshütte Ober-Schlesien oder Königshütte O.S. (inoffiziell „Königshütte O/S.“, häufig auch abgekürzt „Kgsh. O/S.“). Mit dem 1. April 1898 erhielt Königshütte O.S. den Status eines Stadtkreises und schied damit aus dem Landkreis Beuthen aus.

### Abstimmung und Anschluss an Polen
Bei der Volksabstimmung in Oberschlesien am 20. März 1921 stimmten in Königshütte O.S. 31.864 Wahlberechtigte (74,5 Prozent) für einen Verbleib bei Deutschland und 10.764 Wahlberechtigte (25,2 Prozent) für eine Abtretung an Polen. Die Wahlbeteiligung betrug 97,1 Prozent, es wurden 130 ungültige Stimmen (0,3 Prozent) gezählt.
Weil es aber im stadtumgebenden Landkreis Kattowitz eine Stimmenmehrheit für den Anschluss an Polen gab, wurde am 19. Juni 1922 die Stadt Königshütte O.S. zusammen mit dem Landkreis Kattowitz an Polen abgetreten, weil sie sonst zu einer deutschen Exklave in Polen geworden wäre. Königshütte O.S. erhielt nunmehr eine übliche polnische Übersetzung des deutschen Namens: Królewska Huta. Im Stadtrat hielt sich beinahe die gesamte Zeit bis 1939 eine deutsche Mehrheit.
Am 1. Juli 1934 wurden die Landgemeinde Chorzów (Chorzow) mit Maciejkowice (Maczeikowitz) sowie die Gemeinde Nowe Hajduki (Neu-Heiduk) der Stadt Królewska Huta einverleibt, die gleichzeitig den neuen Namen Chorzów annahm. Die ehemalige Gemeinde Chorzów hieß seitdem als Stadtteil Chorzów Stary (übersetzt ‚Alt-Chorzow‘). Mit dem 1. April 1939 wurde das Stadtgebiet durch die Eingliederung der Landgemeinden Wielkie Hajduki (Bismarckhütte), Kochłowice (Kochlowitz, teilweise) und Świętochłowice (Schwientochlowitz, teilweise) weiter vergrößert. Die ehemalige Gemeinde Wielkie Hajduki (auch: Hajduki Wielkie) mit angeschlossenen Bereichen hieß als Stadtteil Chorzów Batory.

### Zweiter Weltkrieg
Im September 1939 kam die Stadt durch den Überfall auf Polen („Polenfeldzug“, „Kampania wrześniowa“) zu Deutschland. Seit dem 26. Oktober 1939 gehörte Chorzów – jetzt wieder Königshütte (ohne den Zusatz „O.S.“) genannt – als Stadtkreis zum Regierungsbezirk Kattowitz in der preußischen Provinz Schlesien, ab 1941 in der Provinz Oberschlesien. Nach dem Einmarsch der Wehrmacht 1939 wurden viele Polen ins Generalgouvernement verdrängt und der frei werdende Wohnraum wurde bis Ende 1944 durch zuwandernde Deutsche belegt  (s. Lebensraum im Osten), dazu kamen seit 1943 Evakuierte aus westdeutschen von Bombenangriffen betroffenen Großstädten und sogenannte Volksdeutsche aus Südosteuropa.
Außerdem mussten Kriegsgefangene und KZ-Häftlinge für die zur Front berufenen Deutschen in den Industriebetrieben arbeiten. In Königshütte befanden sich mindestens zwei Nebenlager des KZ Auschwitz und fünf Arbeitslager, darunter sogenannte Polenlager und Arbeitslager für jüdische Bürger. Auch aus Chorzów wurden ab 1939 Juden von den deutschen Behörden in Zwangsarbeits- oder Vernichtungslager deportiert.
Am 27. Januar 1945 wurde die Stadt von der Roten Armee unzerstört eingenommen; da Flucht verboten war, blieben große Teile der Bevölkerung in der Stadt. Der deutsche Bevölkerungsteil wurde teilweise in die Sowjetunion verschleppt oder von den polnischen Behörden über die Oder-Neiße-Linie vertrieben. Dies wurde aber nicht so streng gehandhabt wie in anderen ehemaligen Teilen des Deutschen Reiches östlich von Oder und Neiße. Dringend benötigte qualifizierte Arbeiter erhielten ein Bleiberecht oder wurden zum Verbleib gezwungen.

### Nachkriegszeit
Bis Ende 1945 erklärten sich 41.000 Königshütter dem polnischen Staat gegenüber loyal. Außerdem wanderten Menschen aus Zentralpolen und den ehemaligen polnischen Ostgebieten, die an die Sowjetunion gefallen waren, nach Königshütte ein. Erst in den Jahren 1956–1958 kam es zu einer verstärkten Auswanderung der deutschen Bevölkerung in die Bundesrepublik Deutschland. Nach dem Warschauer Vertrag 1970 folgte eine zweite Ausreisewelle. Auch heute noch wohnen in der Stadt Angehörige der Deutschen Minderheit in Polen.
Im Jahr 1955 wurde das Schlesische Planetarium in der Stadt errichtet. 
Die Stadt hat wie die ganze Region um Kattowitz mit den Folgen des seit 1989 anhaltenden Strukturwandels (Niedergang von Steinkohlebergbau und Schwerindustrie) sowie Arbeitslosigkeit und Umweltverschmutzung zu kämpfen.
Am 29. Januar 2006 stürzte gegen 17.15 Uhr das Dach einer Messehalle ein. Zur Zeit des Unglücks besuchten etwa 700 Menschen eine jährlich mehr als 12.000 Besucher anziehende Taubenzüchterausstellung. Das Unglück kostete 65 Menschen das Leben, weitere 160 Menschen wurden verletzt aus den Trümmern geborgen.

### Demographie
| Jahr | Einwohnerzahl | Anmerkungen |
| ---- | ------------- | --- |
| 1816 | 443           | [ 4 ] |
| 1825 | 660           | davon 292 Katholiken |
| 1840 | 778           | davon 211 Evangelische, 567 Katholiken |
| 1855 | 779           | [ 7 ] |
| 1861 | 1076          | davon 260 Evangelische, 808 Katholiken, acht Juden |
| 1862 | 4495          | [ 8 ] |
| 1867 | 11.013        | am 3. Dezember |
| 1871 | 19.546        | darunter 1800 Evangelische, 250 Juden; nach anderen Angaben 19.536 Einwohner (am 1. Dezember), davon 2624 Evangelische, 16.268 Katholiken, 644 Juden |
| 1880 | 27.522        | [ 10 ] |
| 1885 | 32.072        | [ 10 ] |
| 1890 | 36.502        | davon 4354 Evangelische, 31.316 Katholiken, 830 Juden |
| 1900 | 57.919        | davon 6665 Evangelische, 50.317 Katholiken, 925 Juden (25.256 Personen mit polnischer Muttersprache) |
| 1910 | 72.641        | am 1. Dezember, davon 8306 Evangelische, 54.839 Katholiken, 894 Juden, 24 Sonstige (39.276 mit deutscher, 24.687 mit polnischer Muttersprache, 8366 Einwohner sprechen Deutsch und eine andere Sprache); nach anderen Angaben davon 8573 Evangelische, 63.143 Katholiken |

| Jahr | Einwohner |
| ---- | --------- |
| 1934 | 81.000    |
| 1939 | 110.000   |
| 1946 | 110.000   |
| 1955 | 141.363   |
| 1977 | 156.600   |
| 1997 | 123.045   |
| 2007 | 113.469   |

## Politik

### Stadtpräsidenten
An der Spitze der Stadtverwaltung steht ein Stadtpräsident. Seit 2010 war dies Andrzej Kotala (PO), der 2024 von Szymon Michałek, der mit seinem eigenen Wahlkomitee antrat, abgelöst wurde. Die turnusmäßige Wahl 2024 brachte folgendes Ergebnis:
- Szymon Michałek (Wahlkomitee Szymon Michałek) 54,7 % der Stimmen
- Andrzej Kotala (Koalicja Obywatelska) 33,9 % der Stimmen
- Grzegorz Krzak (Prawo i Sprawiedliwość) 11,4 % der Stimmen

Damit setzte sich Michałek bereits im ersten Wahlgang gegen Amtsinhaber Kotala durch und wurde zum neuen Stadtpräsidenten gewählt.
Die turnusmäßige Wahl 2018 brachte folgendes Ergebnis:
- Andrzej Kotala (Koalicja Obywatelska) 65,0 % der Stimmen
- Leszek Piechota (Prawo i Sprawiedliwość) 14,6 % der Stimmen
- Adam Trzebinzyk (Kukiz’15) 5,5 % der Stimmen
- Artur Żurek (Unabhängiges Wahlkomitee Chorzów) 5,4 % der Stimmen

Damit wurde Kotala bereits im ersten Wahlgang wiedergewählt.

### Stadtrat
Der Stadtrat besteht aus 23 Mitgliedern (bis 2024: 25) und wird direkt gewählt. Die Stadtratswahl 2024 führte zu folgendem Ergebnis:
- Koalicja Obywatelska (KO) 44,8 % der Stimmen, 10 Sitze
- Wahlkomitee Szymon Michałek 37,9 % der Stimmen, 9 Sitze
- Prawo i Sprawiedliwość (PiS) 17,3 % der Stimmen, 4 Sitze

Die Stadtratswahl 2018 führte zu folgendem Ergebnis:
- Koalicja Obywatelska (KO) 51,8 % der Stimmen, 18 Sitze
- Prawo i Sprawiedliwość (PiS) 22,4 % der Stimmen, 7 Sitze

## Wirtschaft

### Industrie
Die alten Betriebe des Kohlebergbaus und der Schwerindustrie wurden teilweise geschlossen. Bis heute tätig sind Zakłady Azotowe (das privatisierte Stahlwerk Batory) und das moderne Heizkraftwerk ELCHO Chorzów. Alstom Konstal ist hauptsächlich spezialisiert auf Schienenfahrzeugbau. Durch die Verringerung der Schwerindustrie und den Einsatz moderner Technologien ging die Emission von klimaschädlichen Stoffen erheblich zurück.

### Handel
Das erste moderne Handelsgebäude in Królewska Huta war die Markthalle, die am 15. August 1905 auf dem Marktplatz an der nach dem benachbarten Beuthen führenden Hauptstraße in Betrieb genommen wurde. Es war die erste Markthalle in Schlesien. Mittlerweile sind in der nachindustriellen Zeit kleine und mittlere Unternehmen nachgekommen, hauptsächlich im Dienstleistungs- und Handelssektor.

## Verkehr

### Straßenbahn
Im ÖPNV besteht eine Anbindung an das Netz der Oberschlesischen Straßenbahn. Insgesamt durchfahren das Stadtgebiet elf verschiedene Straßenbahnlinien, die Verbindungen führen nach Katowice (Kattowitz) oder Bytom (Beuthen O.S.) oder Ruda Śląska (Ruda O.S.).

### Autobusse
Insgesamt gibt es rund 30 lokale, regionale und überregionale Buslinien, darunter die Expressbusse auf der Strecke Katowice – Gliwice. Die meisten Busse halten rund um den Marktplatz. Internationale Buslinien fahren von der Haltestelle am Powstańców-Śląskich-Platz ab.

### Fahrräder
Im Jahr 2010 hatte Chorzów 11 Kilometer Fahrradwege. Am 11. Oktober 2018 startete ein Stadtradsystem mit 150 Leihrädern an 15 Stationen in allen Stadtteilen. Geplant sind insgesamt 460 Fahrräder. Die Fahrräder können nach einer Online-Registrierung gegen eine Gebühr genutzt werden.

### Schiene
Es gibt drei Bahnhöfe: Chorzów Batory, Chorzów Miasto und Chorzów Stary. Chorzów Batory liegt auf der Strecke Katowice – Gliwice. Chorzów Miasto und Chorzów Stary liegen auf der Strecke: Katowice – Chorzów Batory – Bytom – Lubliniec. Im Bahnhof Chorzów Batory zweigt die Bahnstrecke Chorzów–Tczew von der Bahnstrecke Katowice–Legnica ab und führt dann über die Bahnhöfe Chorzów Miasto und Chorzów Stary.

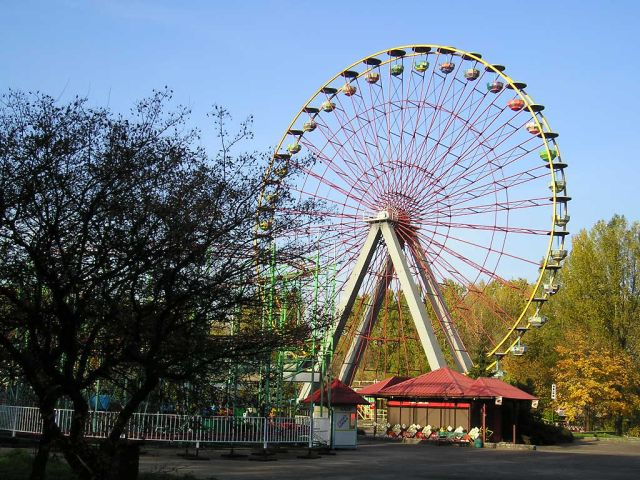
Schlesischer Vergnügungspark

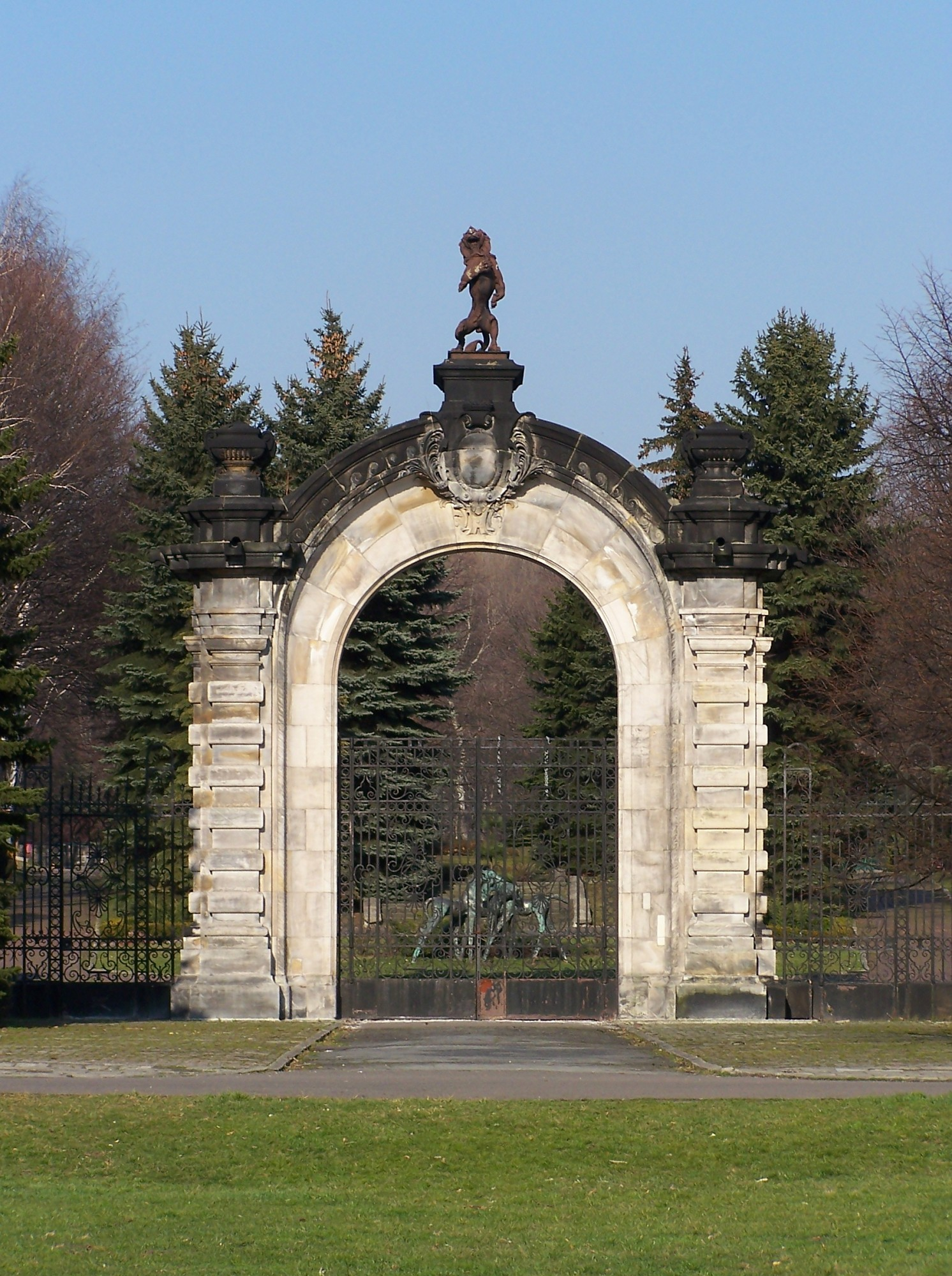
Eingang zum Zoo (aus dem Neuen Schloss Neudeck)

## Kultur und Sehenswürdigkeiten

### Kirchen
- Die Knurower Schrotholzkirche St. Laurentius (Kościół św. Wawrzyńca) aus dem 16. Jahrhundert, wurde 1936–38 nach Chorzów verlegt. Der Hauptaltar mit dem Gemälde des heiligen Laurentius und ein Nebenaltar mit der Verleihung des Rosenkranzes an den heiligen Dominikus stammen aus dem 17. Jahrhundert. Das Gebäude liegt im Park na Górze Wyzwolenia, dem früheren Stadtpark Redenpark.
- Die evangelische Pfarrkirche St. Elisabeth (Kościół imienia Elżbiety) wurde 1840–44 im sogenannten altdeutschen Stil (neugotisch mit Rundbogen) nach Plänen von August Soller gebaut. Der neugotische Hauptaltar zeigt ein Gemälde mit Jesus als Lehrer von August von Kloeber. Das Gebäude liegt in der ul. Katowicka 92.[17]
- Die Kirche St. Barbara mit Pfarrhaus (Kościół św. Barbary z budynkiem probostwa) wurde 1851–52 begonnen nach Plänen des Bauinspektors Gottgetreu.  1853 erhielt die Kirche auf Wunsch der Bergleute ein Gemälde der hl. Barbara. 1859 wurde der Kirchturm errichtet  In den Jahren 1894–1896 wurde sie nach Plänen von Paul Jackisch  umgebaut.[18] Das Gebäude steht in der ul. 3 Maja 18.

- Die katholische Pfarrkirche St. Joseph  (Kościół św. Józefa) ist eine neuromanische Pfeilerbasilika, die 1904–07 nach Plänen von Josef Schmitz errichtet wurde. Der neoromanische Hauptaltar stammt von dem Münchener Bildhauer Georg Schreiner der Triumphbalken und die Majokika-Medaillons sind von dem Münchener Bildhauer Franz Hofstaedter.[19] Das Gebäude liegt an der ul. Łagiewnicka 17. Das dazugehörige Pfarrhaus wurde im Stil der märkischen Gotik 1912 von Max Giemsa gebaut.

- Die katholische Pfarrkirche St. Antonius mit Pfarrhaus (kościół św. Antoniego z Padwy z plebanią) ist ein expressionistischer Bau, der sich an die Gotik anlehnt. Das Backstein-Gebäude wurde 1930–34 nach Plänen des polnischen Architekten Adam Ballenstedt gebaut. Der 13-jochige Saalbau ist im Inneren verputzt. Die Glasfenster aus den 1930er Jahren wurden 2004 renoviert; die Fensterrose über der Orgelempore zeigt den Kopf des gekreuzigten Jesus, die im Chor den heiligen Antonius. Das dreistöckige Pfarrhaus schließt im Nordwesten an den Chor an. Die Gebäude liegen am pl. Matejki.[20]

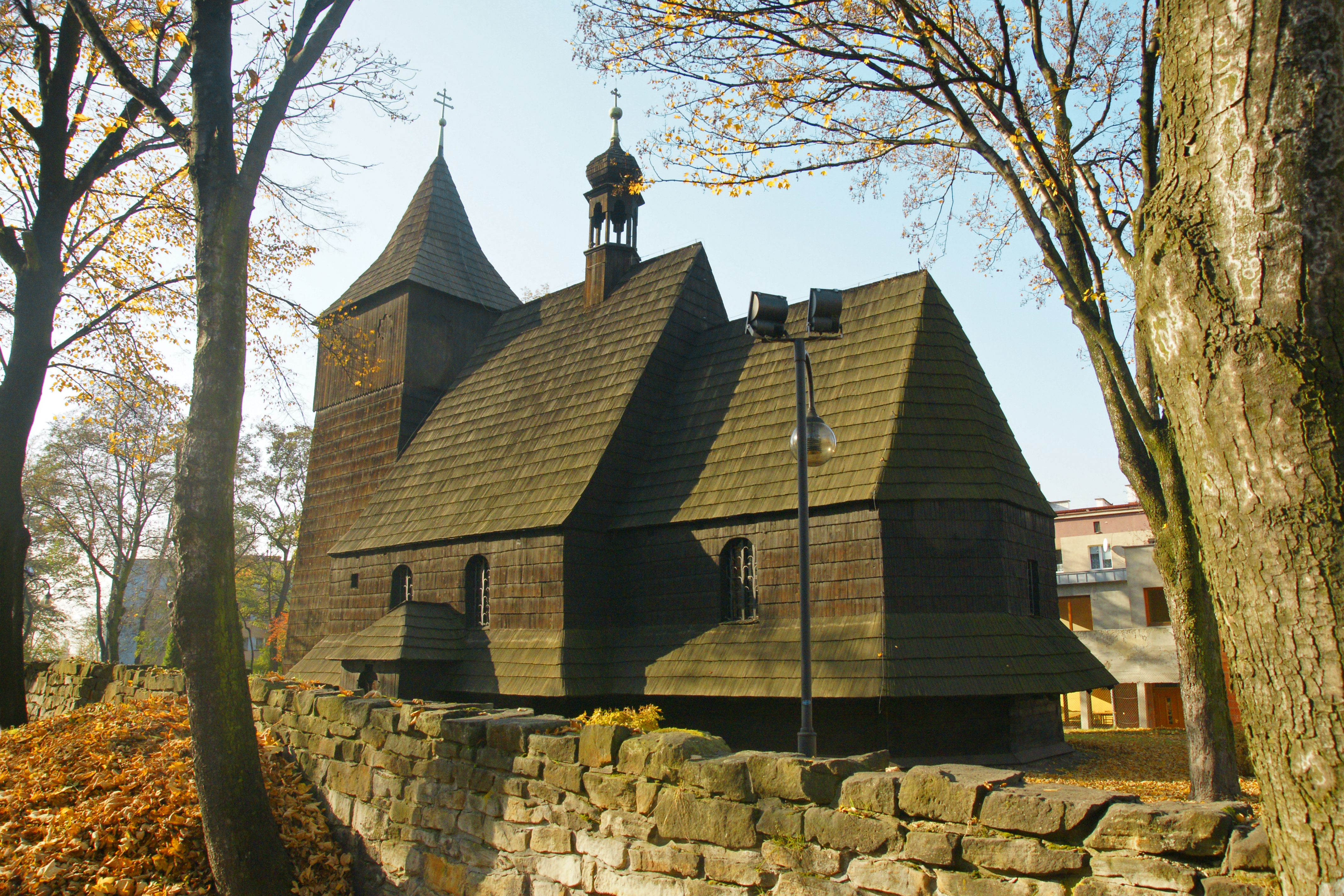
St. Laurentius
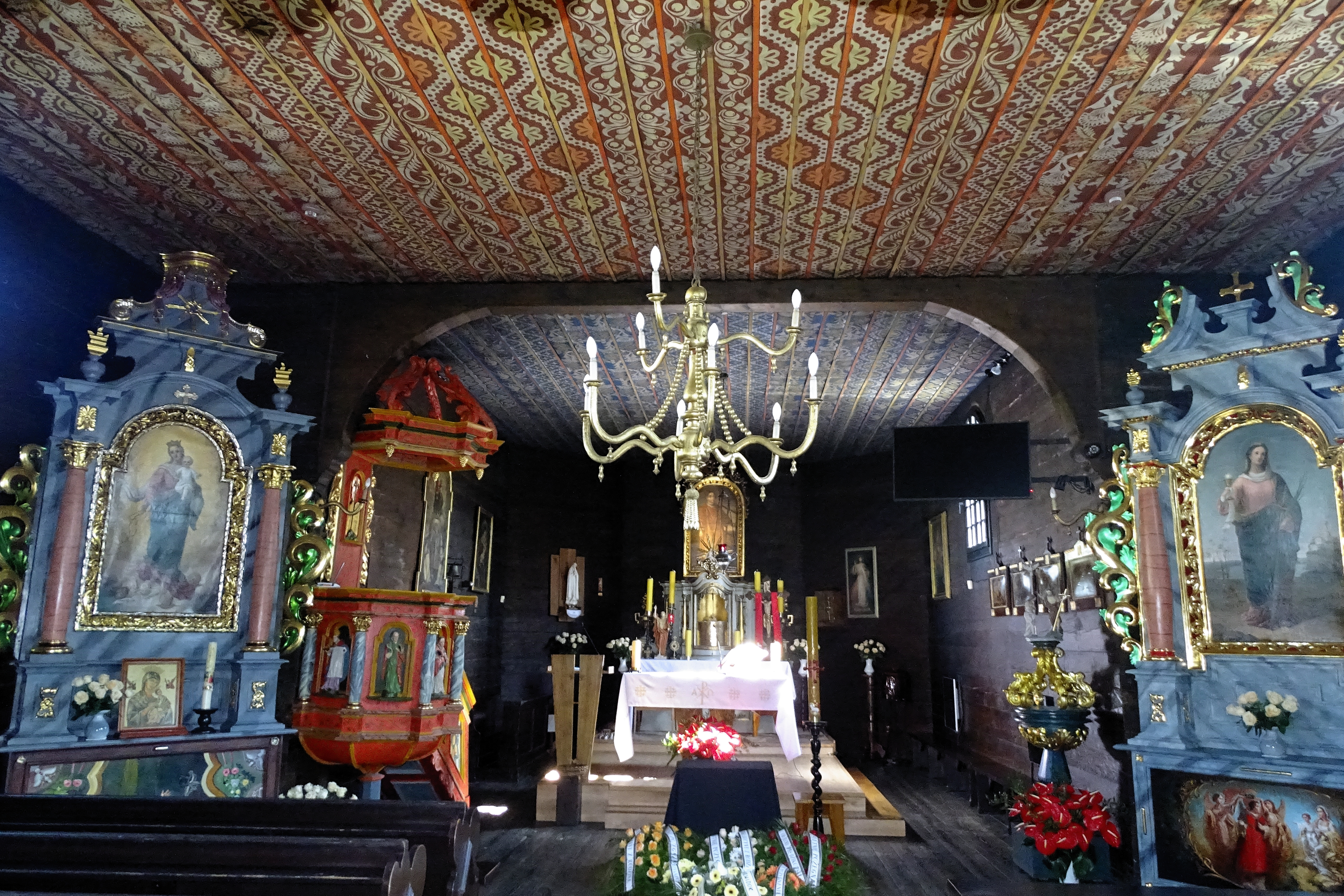
St. Laurentius das Innere
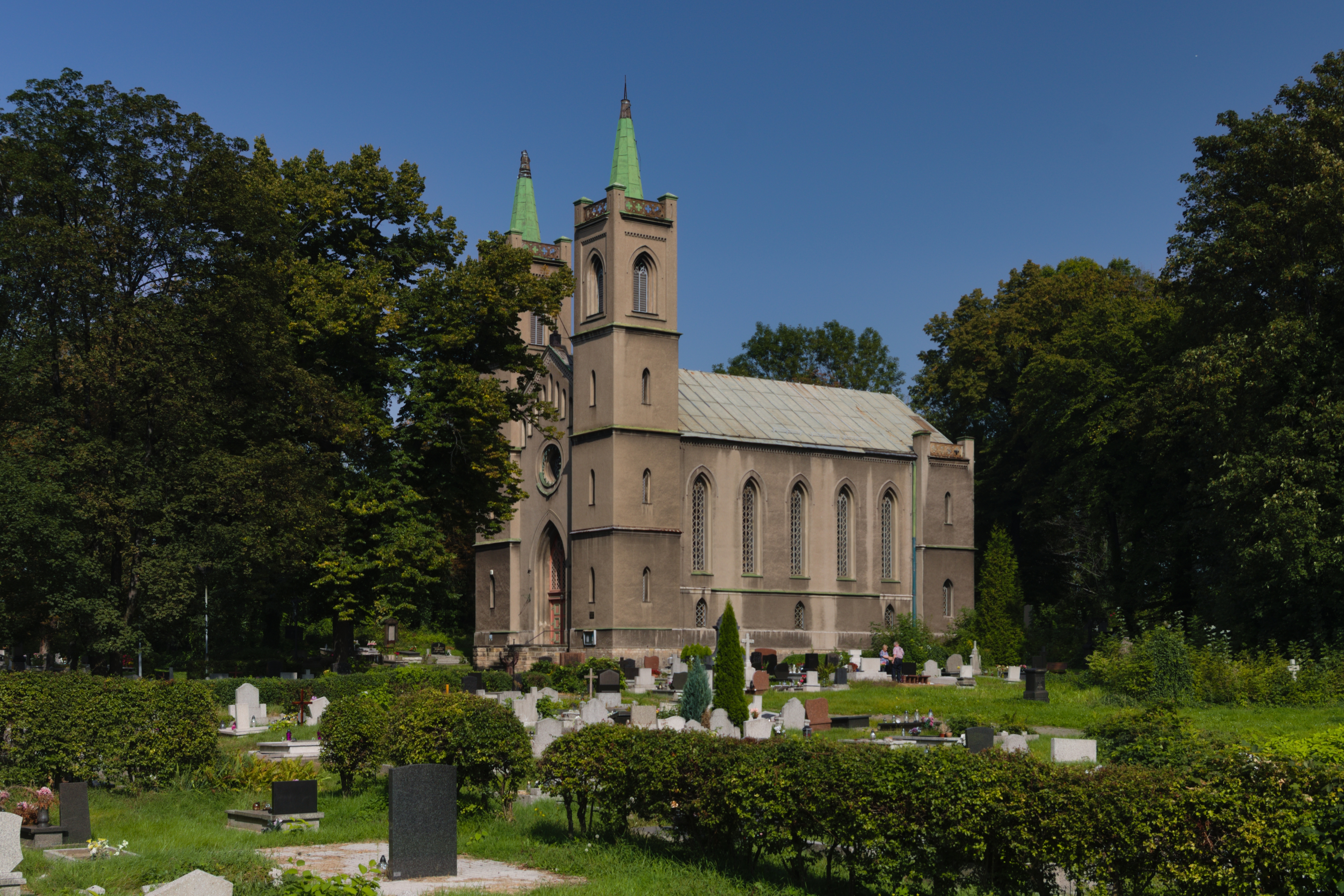
St. Elisabeth
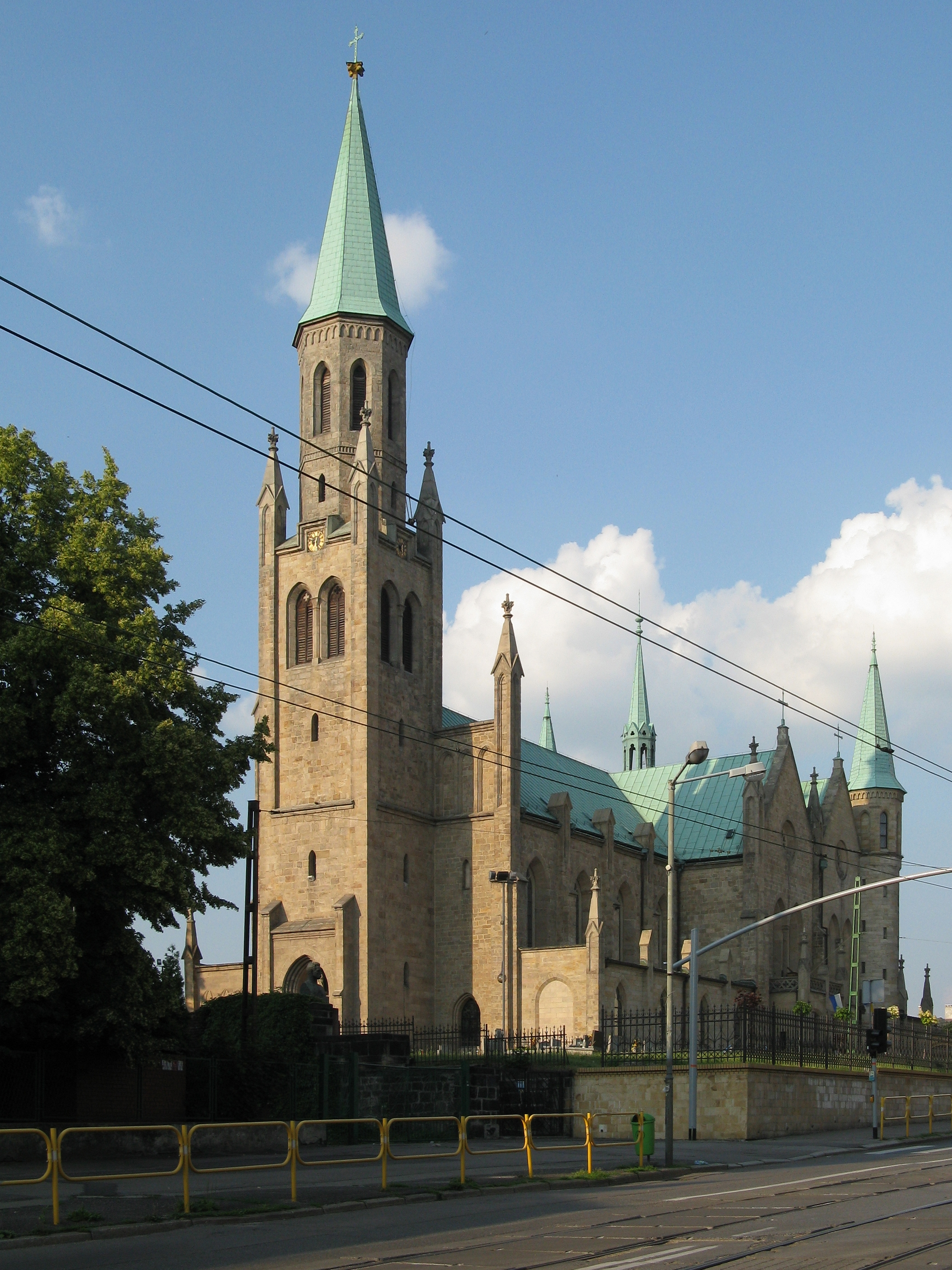
St. Barbara
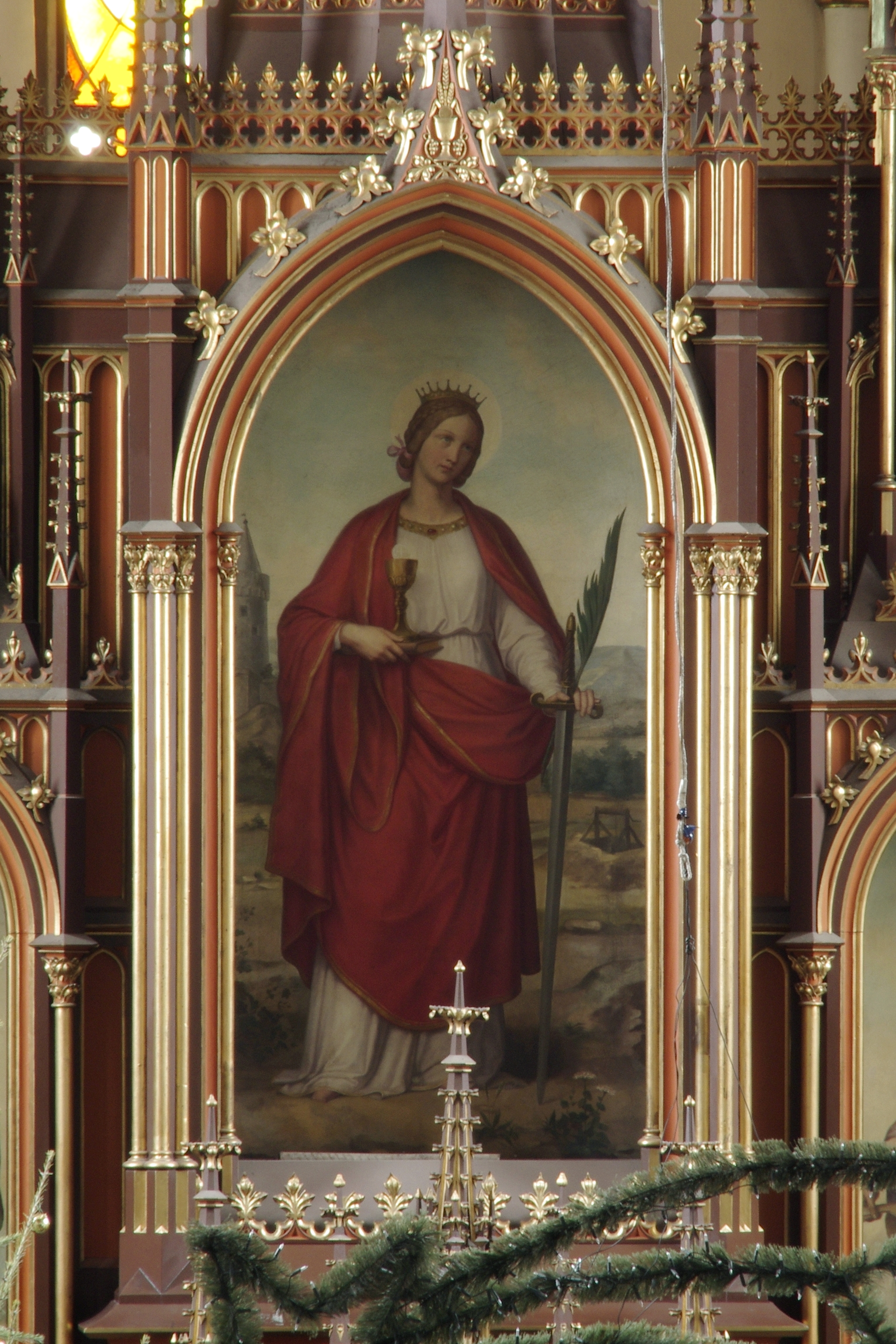
Hauptaltar mit Gemälde St. Barbara
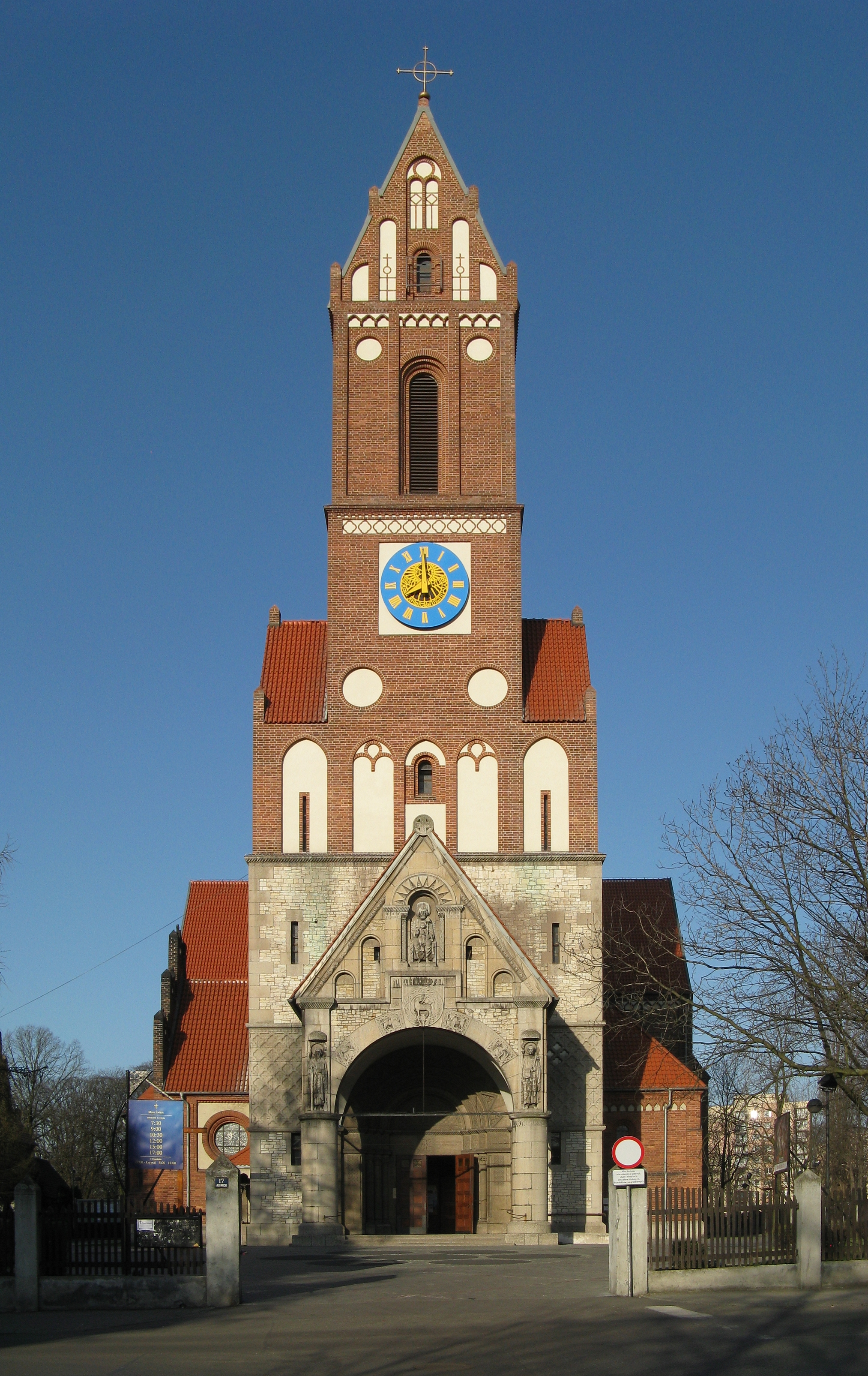
St. Joseph
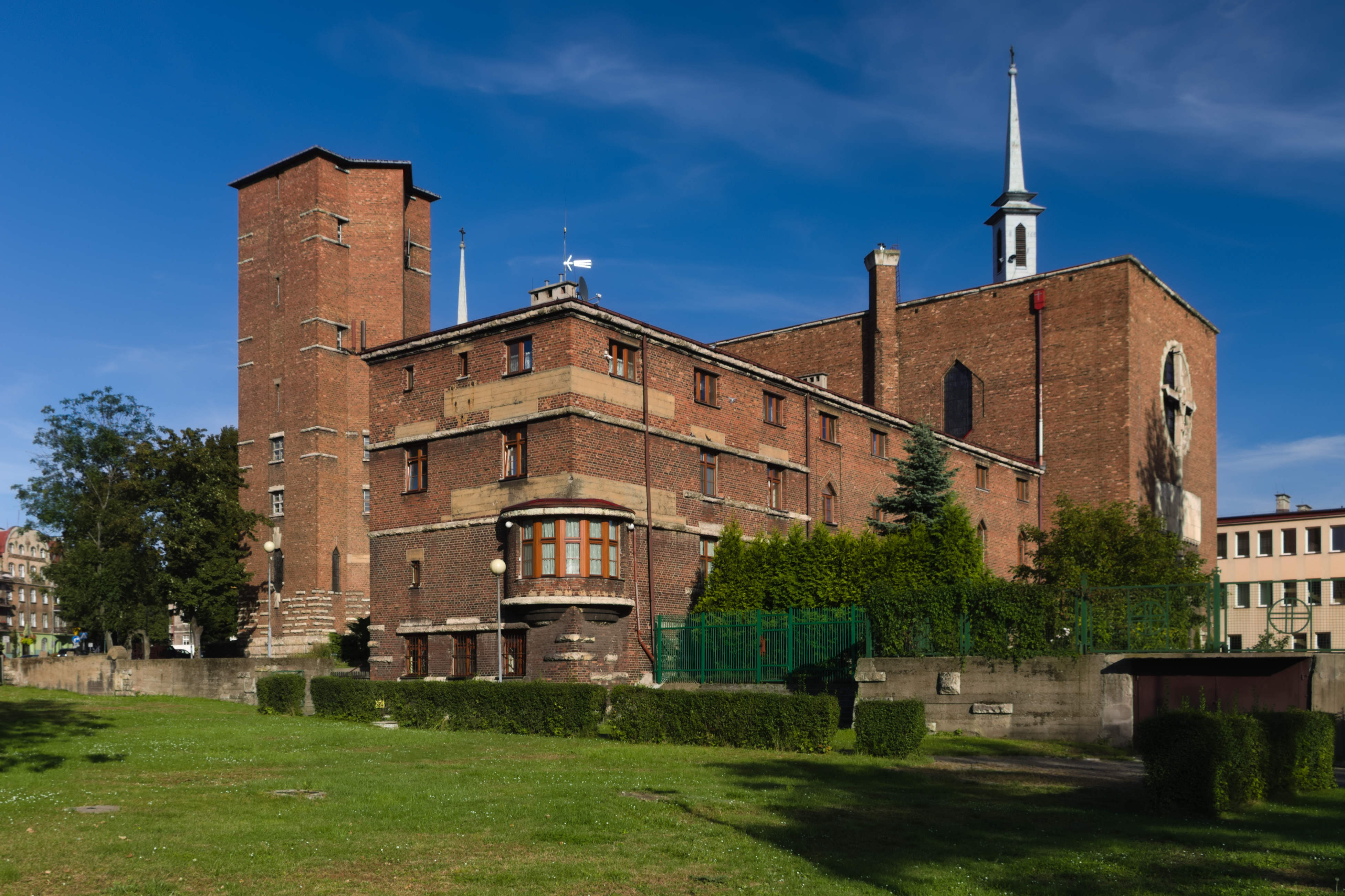
St. Antonius mit Pfarrhaus
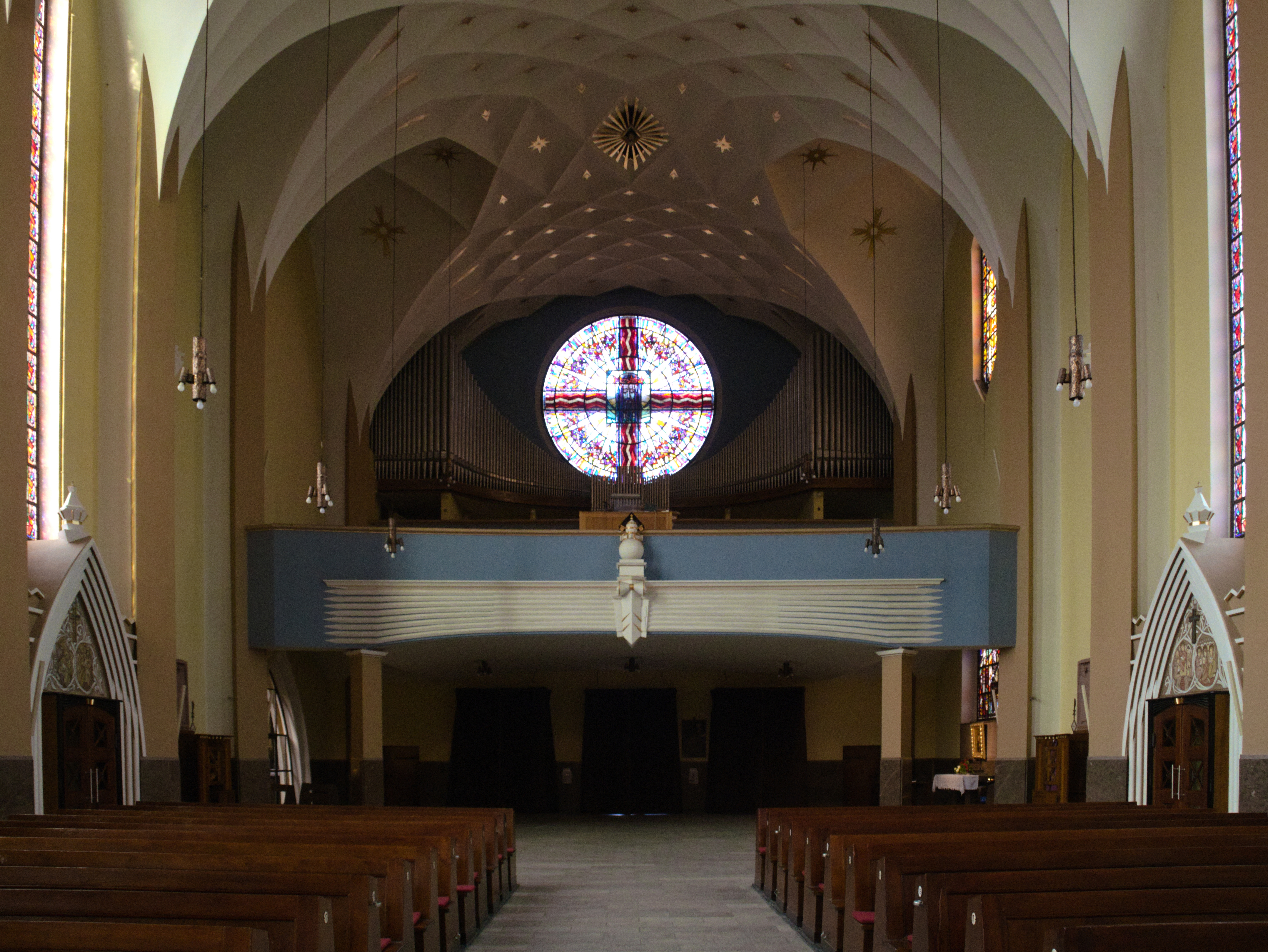
St. Antonius Orgelempore

### Öffentliche Gebäude
- Das Rathaus, Rynek 1, wurde 1874–1876 als Gebäude mit Neorenaissance- und Manierismus-Elementen gebaut und 1927–1930 erweitert und modern umgestaltet. Dabei erhielt das Gebäude einen Seitenflügel und den 36,6 Meter hohen Turm, 1941 wurde es um ein Geschoss aufgestockt.
- Das Postamt (Gmach poczty), ul. Wolności 2, ist ein neugotischer Backsteinbau, der 1891–1892 nach Plänen von Johann Schubert errichtet wurde. An den Ecken liegen der Haupteingang und ein achteckiger Turm mit einem Isolatorengerüst als Haube. Die Fassaden sind mit bunt glasierten Ziegeln verziert.
- Das ehemalige Knappschafts-Krankenhaus Königshütte (Dawny Szpital Spółki Brackiej, heute Zespół szpitala im. Andrzeja Mielęckiego), ul. Strzelców Bytomskich 11, wurde 1896–1897 für den Oberschlesischen Knappschaftsverein als Anlage mit mehreren Pavillons errichtet. Das dreigeschossige Hauptgebäude und andere Erweiterungsbauten entstanden 1903–1905 nach Entwürfen des Berliner Architekten Arnold Hartmann in neobarocker Architektur mit Jugendstil-Anklängen. Der Wasserturm wurde 1906 hinzugefügt. Das derzeitige Stadtkrankenhaus besteht aus fünf Krankenhauspavillons, dem Verwaltungsgebäude mit Rezeption und Küche, einem Heizungsraum, Röntgengebäude, sowie Bibliotheksgebäude und einem Park.

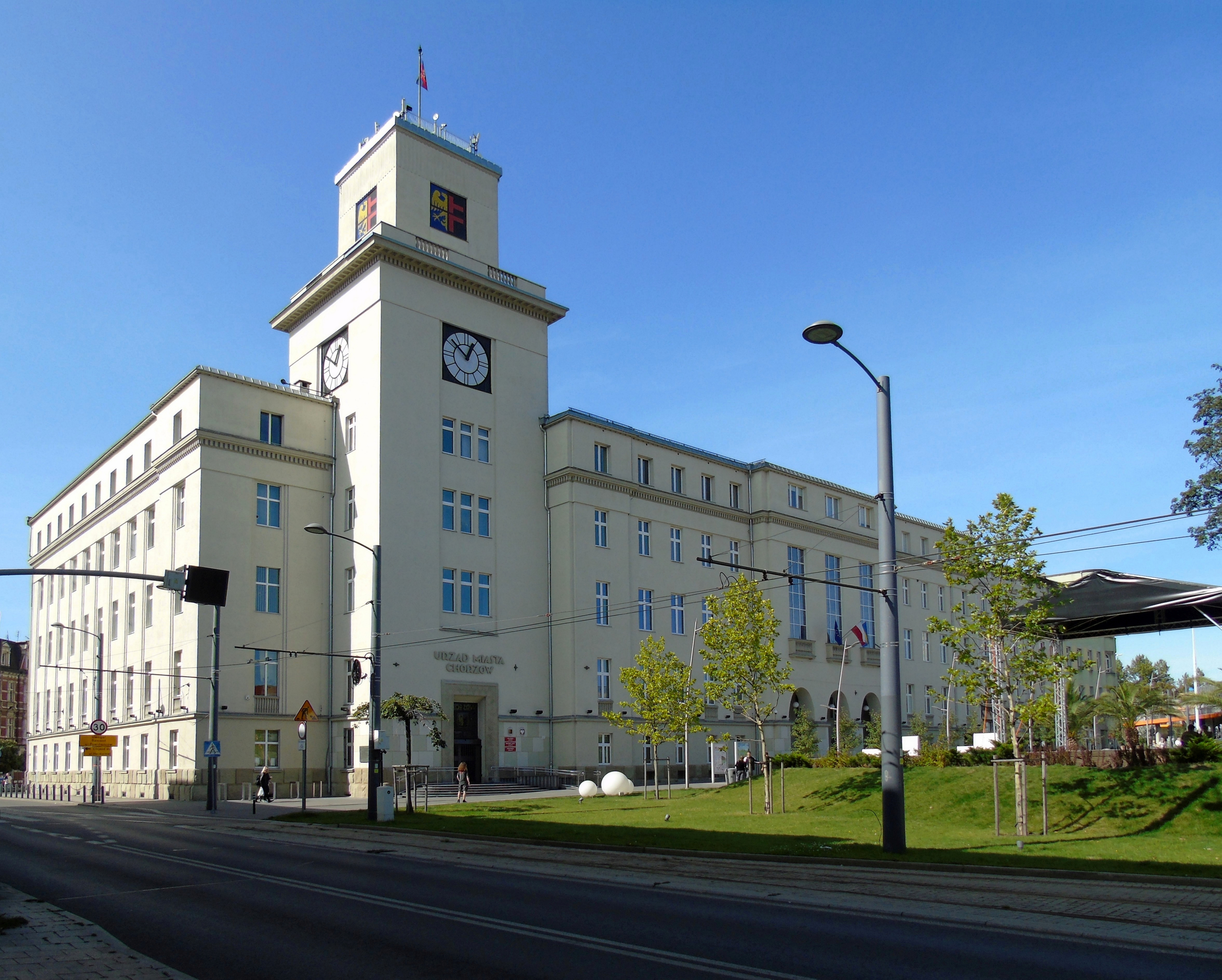
Rathaus
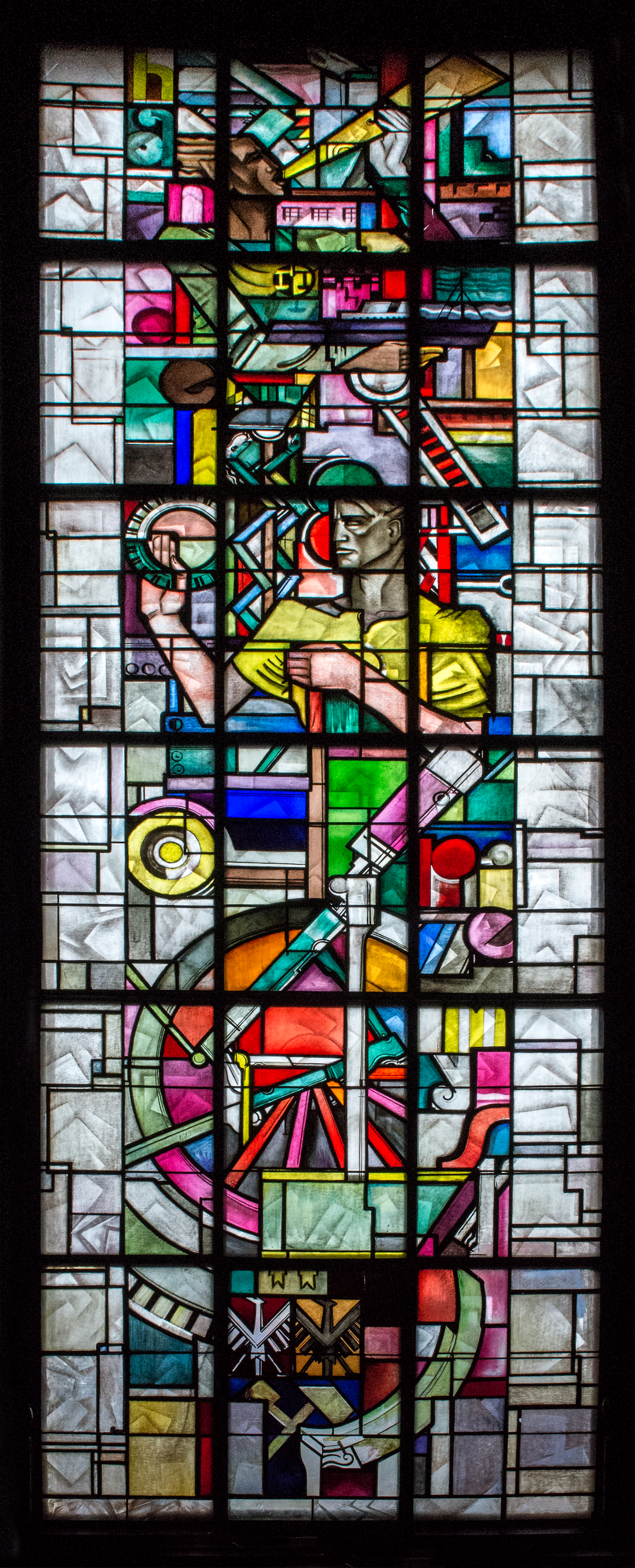
Fenster am Rathaus
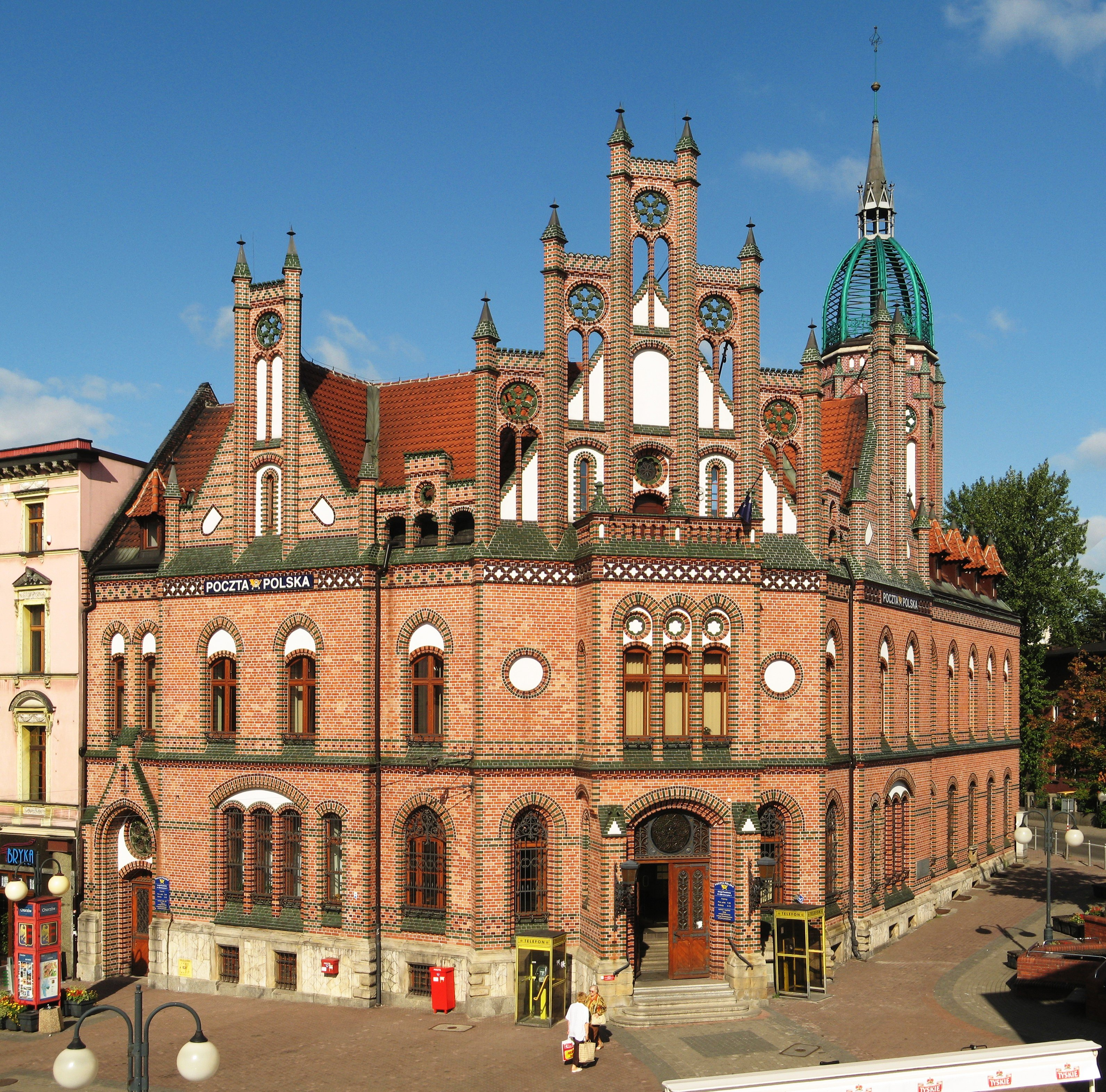
Postamt
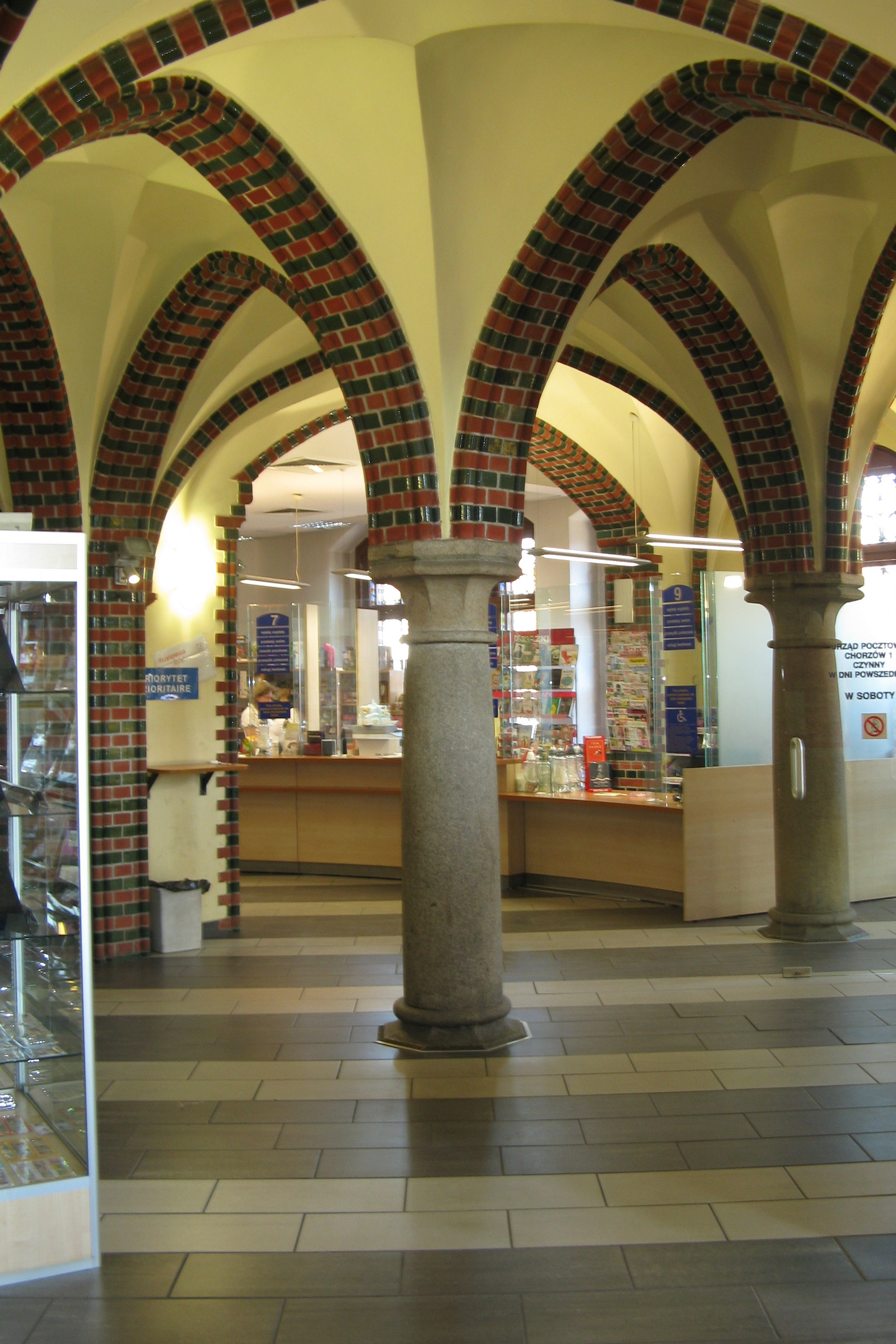
Inneres des Postamts
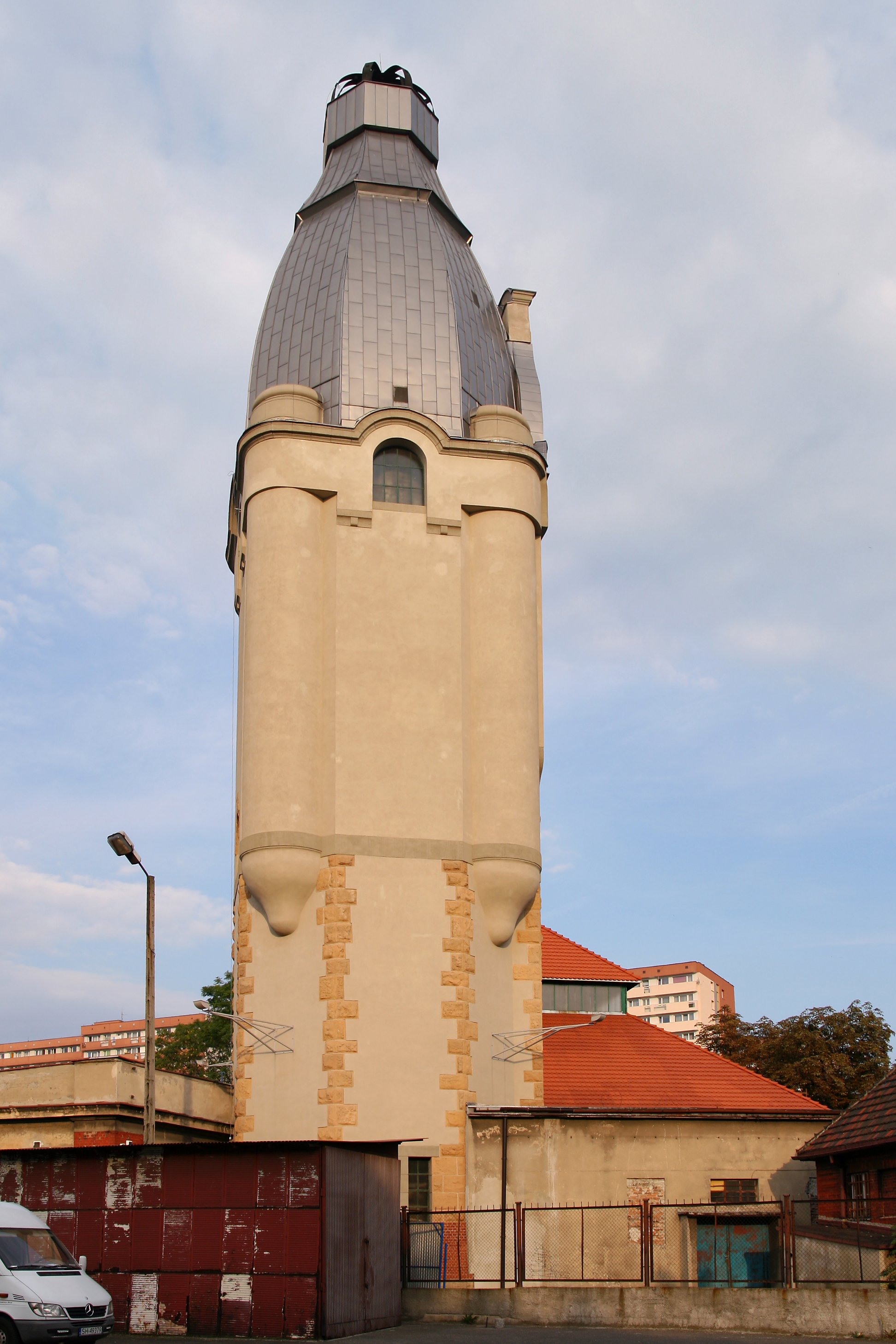
Wasserturm des Krankenhauses

### Denkmäler
Das Reden-Denkmal stellt den preußischen Berghauptmann und Minister Friedrich Wilhelm von Reden dar. Das ursprüngliche Denkmal von Theodor Kalide hatte die Form einer Bronzestatue auf einem Sockel. Das am 29. August 1853 enthüllte Denkmal erinnerte an die Industrie, die zur Entwicklung Oberschlesiens beigetragen hat. Ursprünglich befand es sich auf dem Berg Reden in Królewska Huta. 1939 wurde es zerstört und nach der Renovierung 1940 auf dem Berg wieder enthüllt. 1945 wurde es erneut beschädigt. Im Jahr 2002 wurde das Denkmal auf dem Plac Hutników in Chorzów enthüllt, nachdem es vom polnischen Bildhauer August Dyrda rekonstruiert worden war.

### Industrieanlagen
- Fördergerüst der ehemaligen Steinkohlengrube Prezydent

- Ensemble Elżbieta-Schacht (Zespół szybu Elżbieta) besteht aus Backsteingebäuden des aufgegebenen Elżbieta-Schachts der Königlichen Kohlengrube vom Anfang des 20. Jahrhunderts. Die Gebäude wurden im neugotischen Stil der Romantik aus Backstein und Putz errichtet, die Mauern sind mit Zinnen bekrönt Das Ensemble umfasst einen Turm, ein Kompressor- und Fördermaschinengebäude, eine Schaltstation, einen Umkleideraum und ein Pförtnerhäuschen.  Die Gebäude liegen in der ulica Siemianowicka 64.

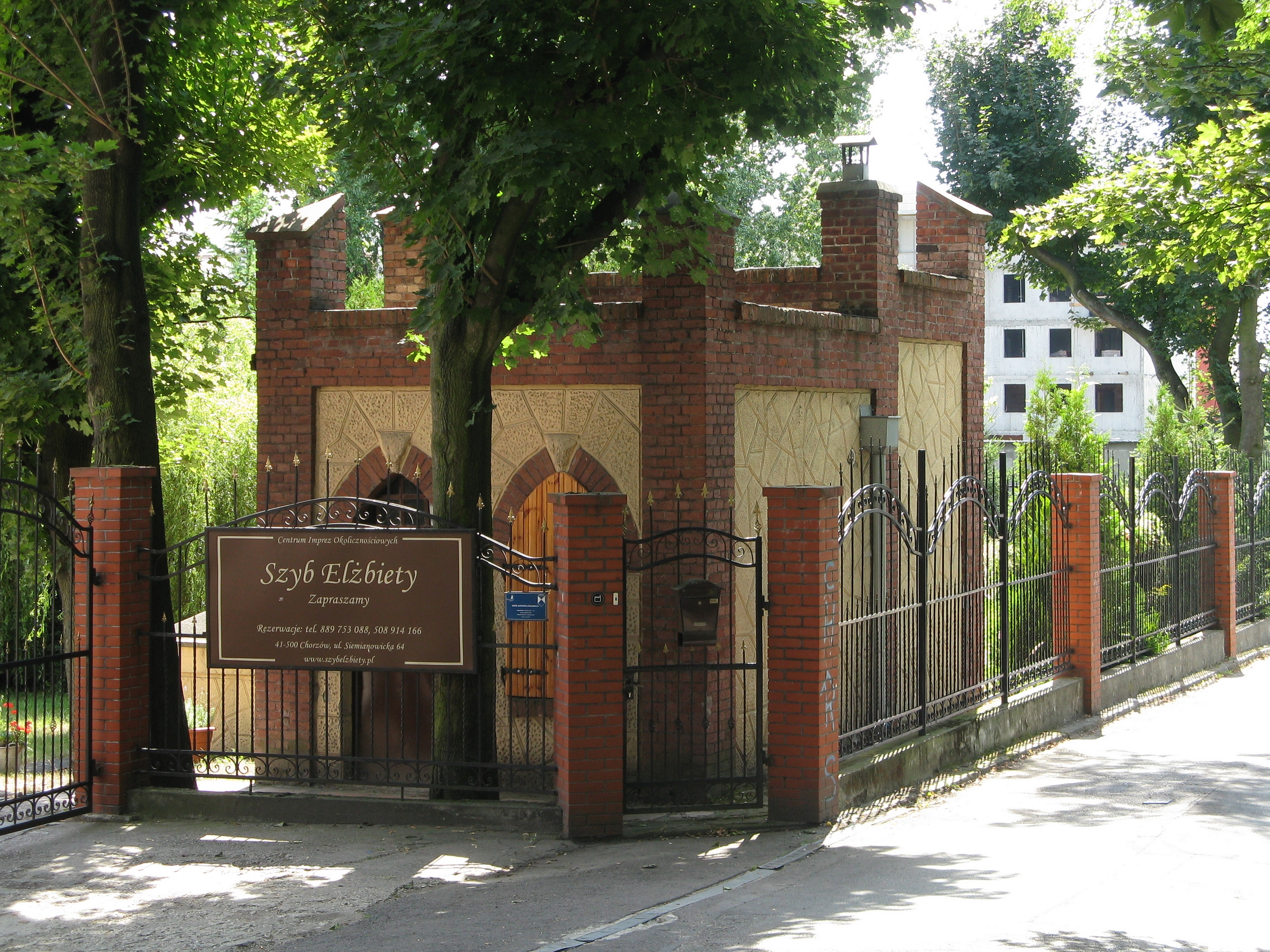
Pförtnerhaus am Elżbieta-Schacht
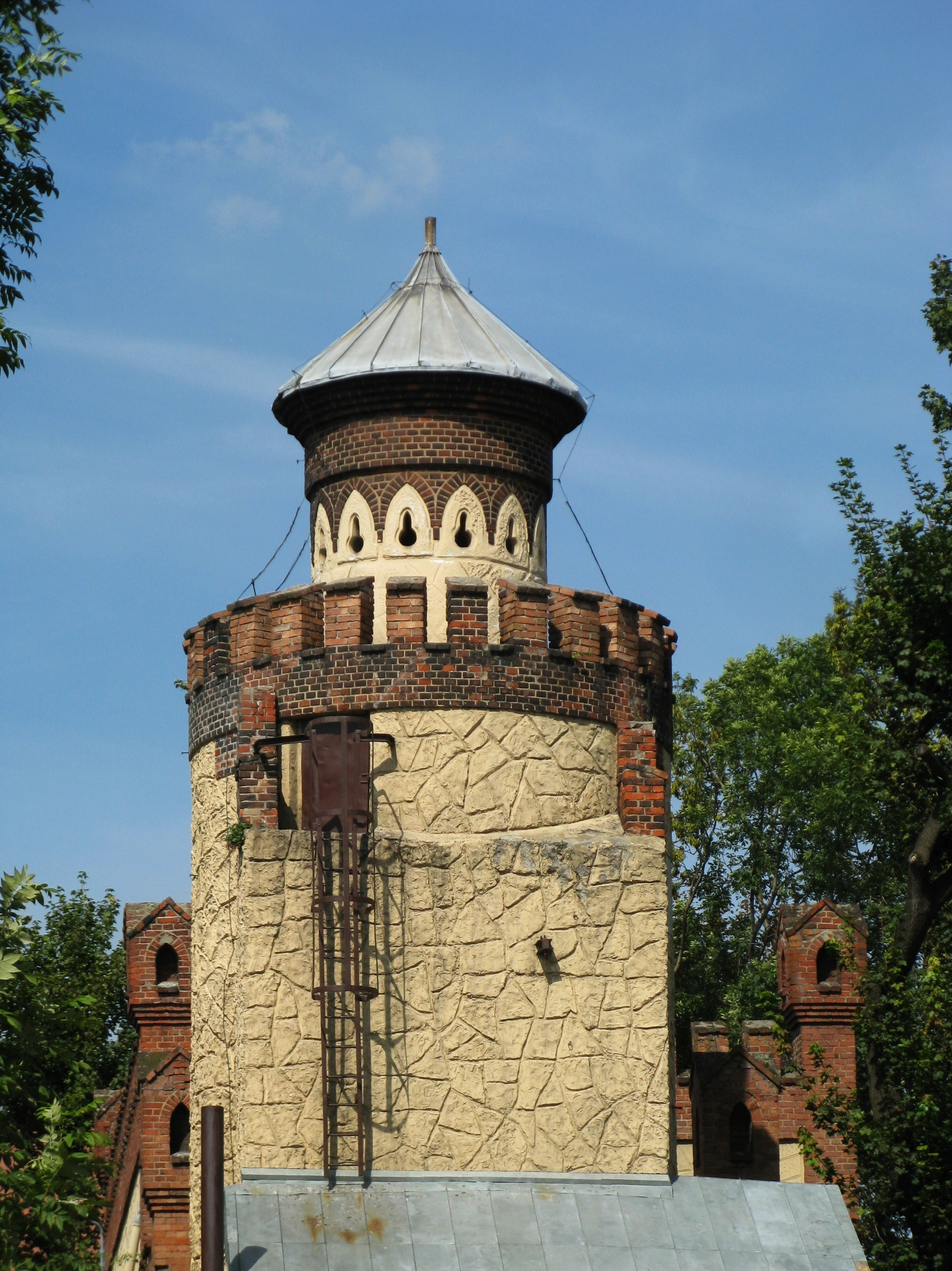
Schacht-Turm

### Theater
- Das Teatr Rozrywki ist Unterhaltungs und -Musiktheater, das 1985 in Chorzów als Staatliches Unterhaltungstheater gegründet wurde. Es befindet sich in der ul. Marii Konopnickiej 1; der Eingang erfolgt von der ul. Katowicka.

### Wohnhäuser und Bürgerhäuser
- Kalides Geburtshaus (dom Kalidego), ul. Teodora Kalidego 1, ist ein vor 1802 gebautes Angestelltenwohnhaus und eines der ältesten Häuser von Królewska Huta. Es war Teil einer Werkssiedlung, die Ende des 18. Jahrhunderts für Angestellte der Hütte gegründet wurde, und das Eltern- bzw. Geburtshaus des Bildhauers Theodor Kalide.
- Wohnhäuser an der ul. Wolności (ehemals Kaiserstraße): Bemerkenswert sind die Häuser mit den Nummern 3 und 5, 28 und 40 (eklektizistisch); Haus Nr. 44 ist eine um 1875 erbaute Neurenaissance-Villa. Im Jugendstil gebaut sind die Nummern 13, 24a und 31, modernistisch die Nummern 19, 27a und 29a. Schließlich sind die Häuser 22, 23 und 25 im Heimatstil errichtet. Die ehemalige Stadtsparkasse war einmal im zehngeschossigen Gebäude Nummer 41a untergebracht, in dem 1936 errichteten Gebäude von Stanisław Tabeński ist heute die Bank Śląski.[21]
- Östlich des Stadtmarkts liegen Wohnviertel mit Mehrfamilienhäusern des Heimatstils, der frühen Moderne sowie der Zwischenkriegszeit, so in der ul. Szabaowskiego, ul. Bogedeina, ul. Konopnickiej, ul. Katowicka, ul. Koperika, ul. Chopina und dem pl. Kopernika.[21]
- Siedlungen und Villen (Osiedle i Wille): Modernistische Mehrfamilienhäuser aus den 1930er Jahren finden sich in der ul. L. Urnanowicza Nr. 19-21, 25, 27, 29, 31, 33 und 35; der ul. Przy Gazowni  Nr. 1 bis 7 und der ul. Żwirki i Wiguri Nr. 2 und 4. Modernistische Villen und Mehrfamilienhäuser aus der Zwischenkriegszeit gibt es außerdem in der ul. Dąbrowskiego, der ul. Ciasna, der ul. Hajducka und der ul. Bojowników o wolność i demokrację. Modernistische Villen gibt es weiter in der ul. Roosvelta Nr. 3 und 4-14, der ul. Mościckiego Nr. 2-38, der ul. Paderewskiego Nr. 3, 5, 15a, 15b, 19, der ul. Wybickiego Nr. 3 und der ul. Lwowska Nr. 28.[21]

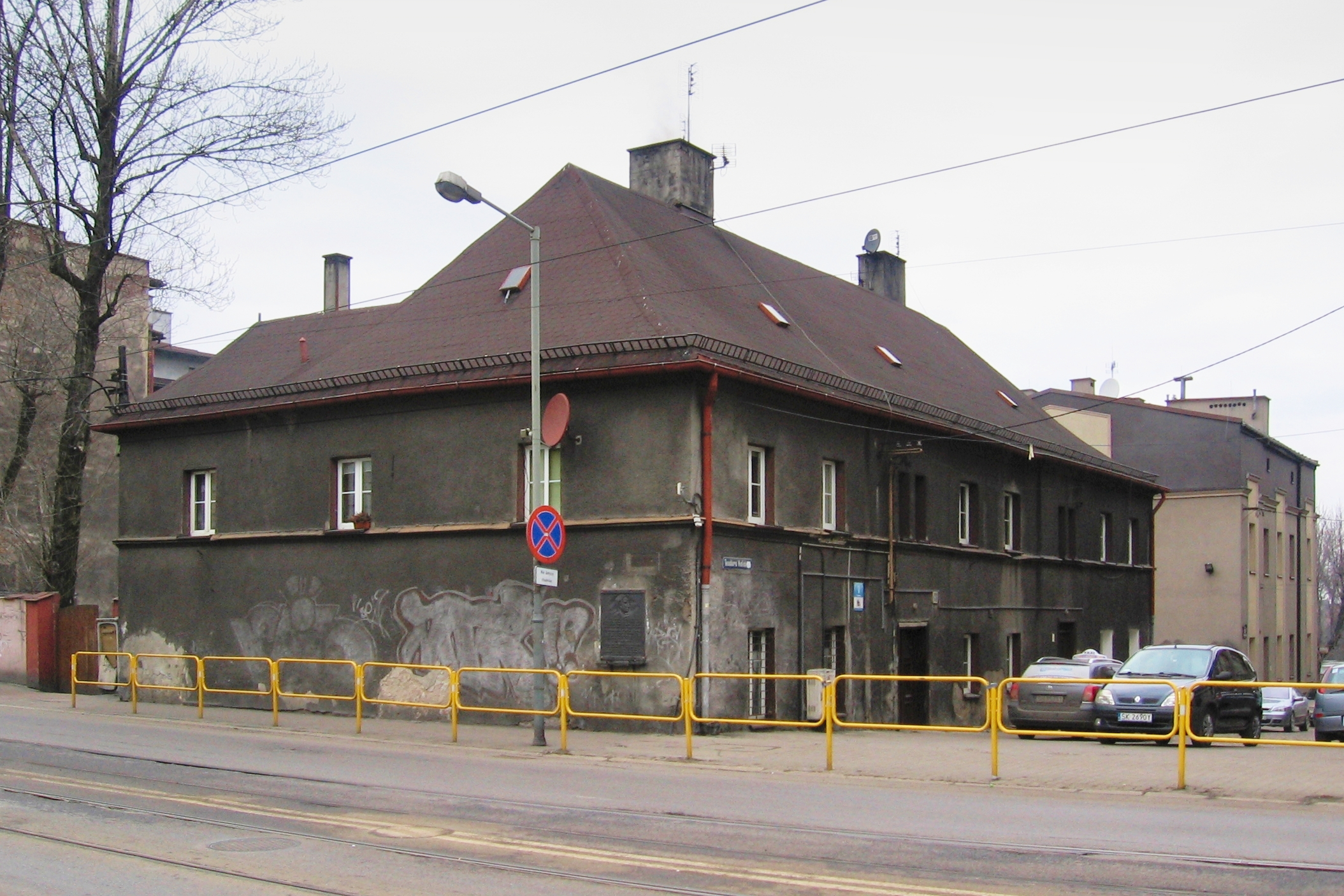
Kalides Geburtshaus
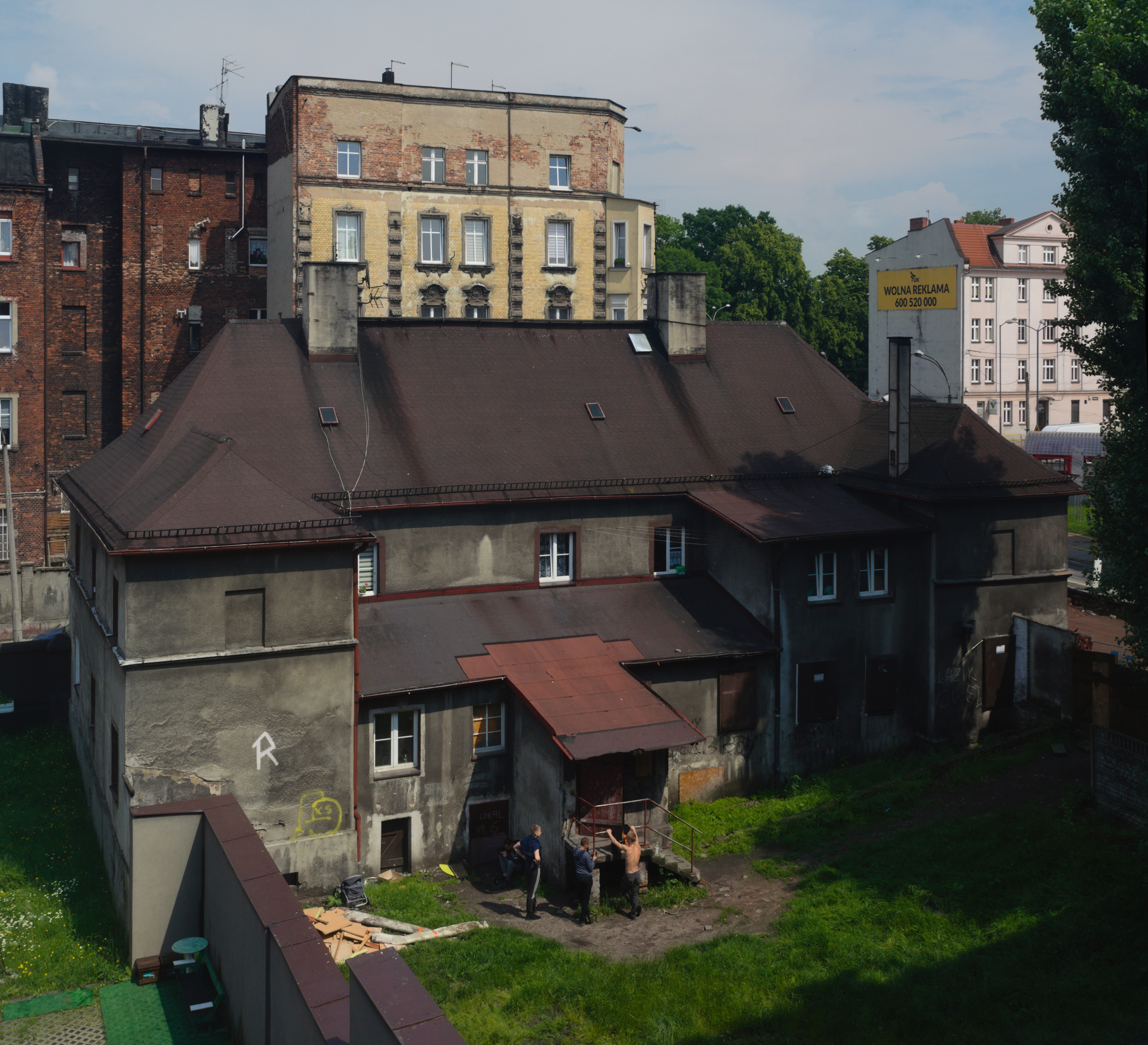
Kalides Geburtshaus, Rückseite und Hof
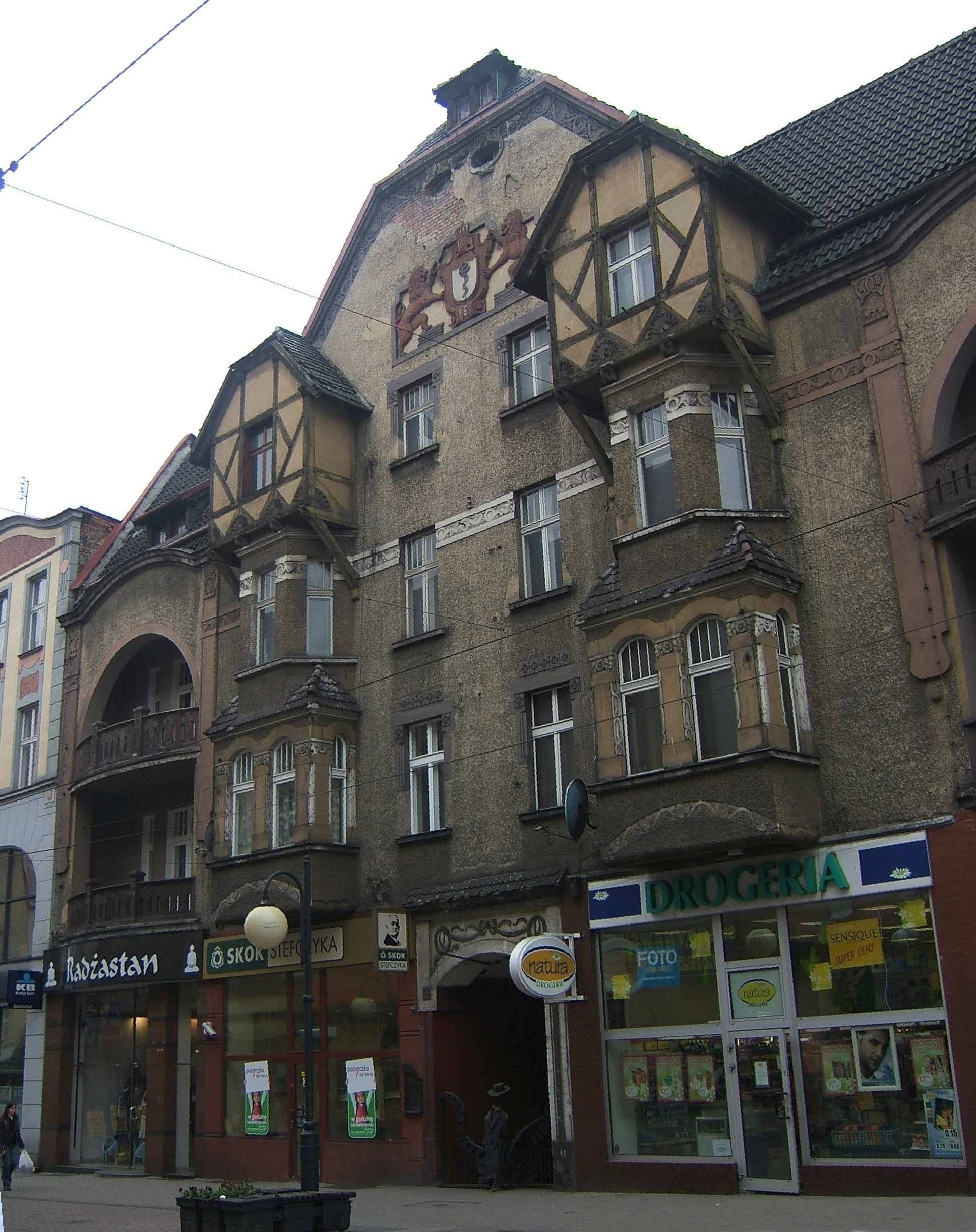
Wohn- und Geschäftshaus an der ul. Wolności

### Parkanlagen
- Der Schlesische Park, ehemals Schlesischer Kultur- und Erholungspark (Śląski Park Kultury i Wypoczynku; auch Wojewódzki Park Kultury i Wypoczynku), ist eine Park- und Erholungsanlage zwischen den Großstädten Chorzów (Königshütte) und Katowice (Kattowitz) in der Woiwodschaft Schlesien. Er wurde in den 1960ern aufgrund einer Initiative des Lokalpolitikers Jerzy Ziętek gegründet. Die Gesamtfläche des Parks erstreckt sich auf 620 Hektar; er ist damit der größte Stadtpark Europas. Darin befinden sich unter anderem:
  - Das Schlesische Planetarium (Planetarium Śląskie) ist das größte und das älteste Planetarium und Observatorium in Polen. Das Planetarium wurde am 4. Dezember 1955 gegründet.
  - Das Schlesische Stadion
  - Die Skulptur Giraffe entstand im Jahre 1959; sie wurde gefertigt von Leopold Pędziałek und Leszek Dutka.
  - Die Elka Seilbahn war und ist die längste Flachlandseilbahn Europas.
  - Die  Ausstellungshalle Kapelusz (deutsch: Damenhut) stammt aus dem Jahr 1968 und ist eingetragen in das Register der unbeweglichen Denkmäler der Woiwodschaft Schlesien. Die Halle hat ein charakteristisches Aussehen, das der Form eines Frauenhutes ähnelt. In der Halle finden Messen, Tagungen, Konferenzen, Konzerte, und Ausstellungen statt, darunter die Frühjahrsausstellung für Blumen und Gärten und die Herbstausstellung für Gartenkunst. Im Mai 2014 wurde die Halle geschlossen, nachdem ein Riss in der Dachkonstruktion festgestellt wurde. Einer der Hauptstahlträger, der die Dachkonstruktion trägt, brach. Die Halle bietet 2200 Quadratmeter Fläche, Architekt war Jerzy Gottfried.
  - Der Oberschlesische Ethnografie-Park (Górnośląski Park Etnograficzny) ist ein Freilichtmuseum.   Die Fläche des Parks beträgt 25 Hektar. Das Museum zeigt bäuerliche Bauwerke aus Ostoberschlesien und dem Teschener Schlesien – meist ausgeführt in Schrotholz sowie Blockhüttenbauweise.
  - Der Schlesische Zoologische Garten (Śląski Ogród Zoologiczny, auch Zoo Chorzów) hat eine Fläche von 47,5 Hektar und zeigt über 2680 Tiere von 312 Arten. Der Zoo wird jährlich von durchschnittlich 380.000 Personen besucht.

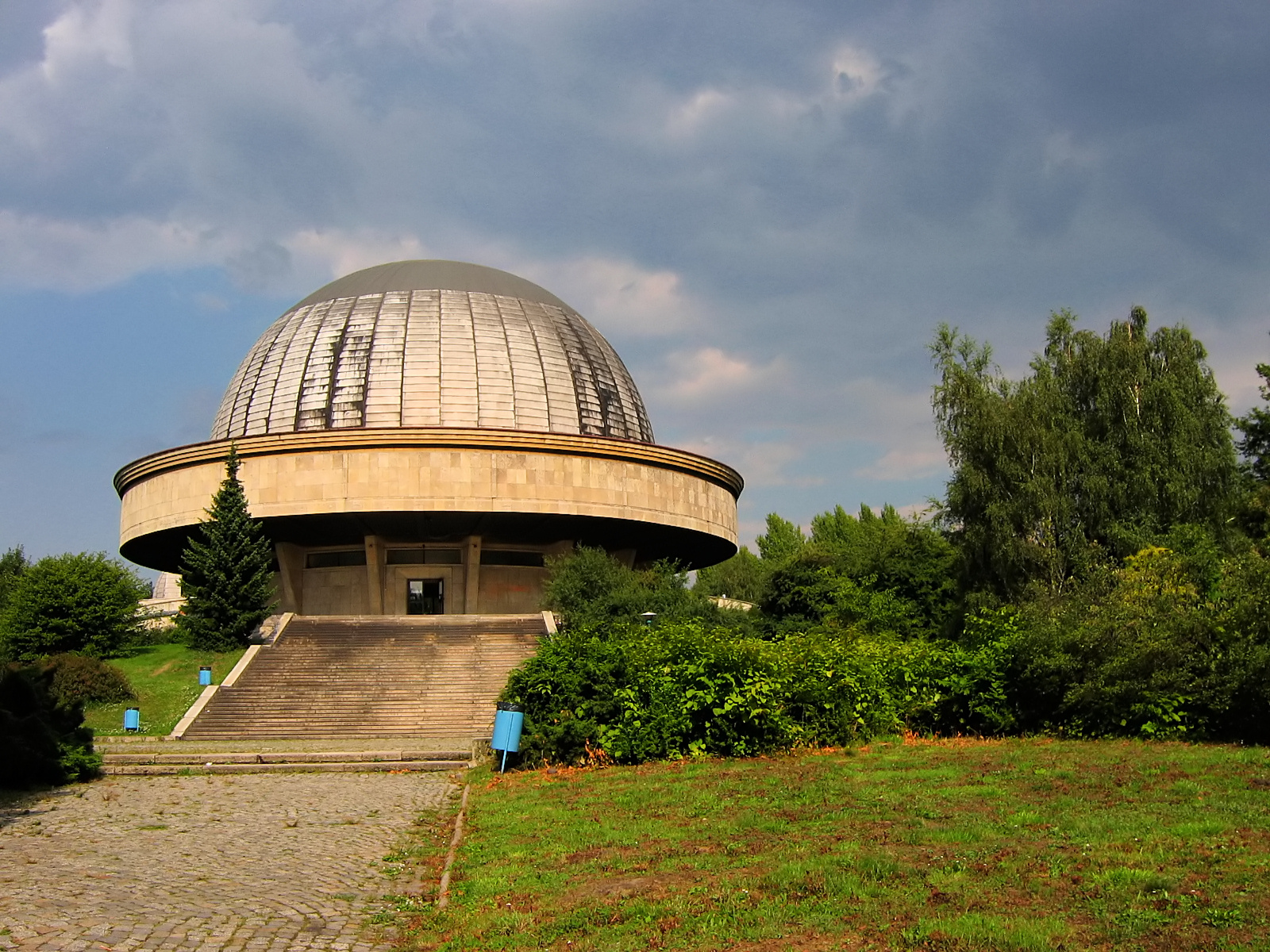
Das Planetarium
Das Stadion
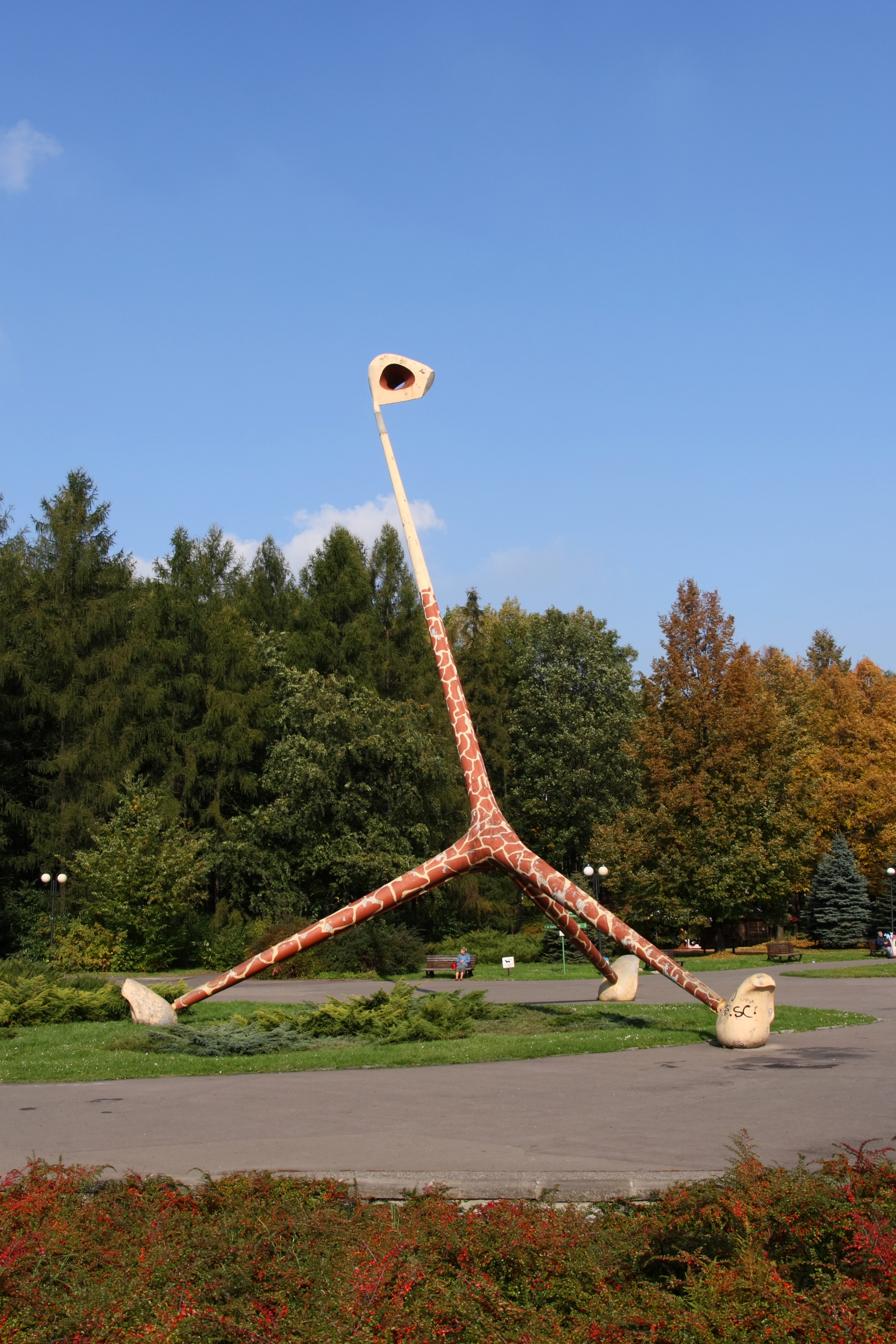
Die Skulptur Giraffe
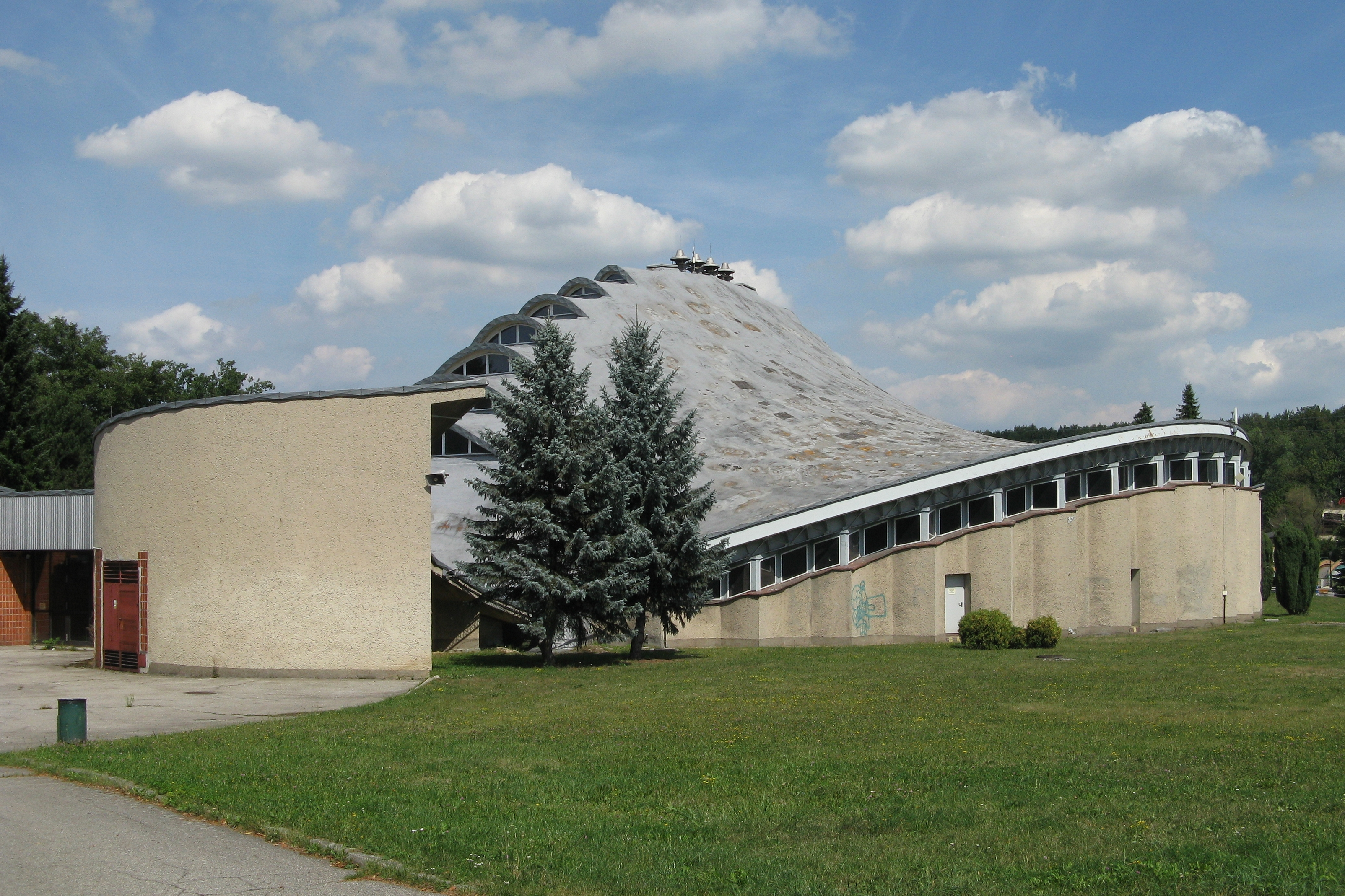
Die Halle Kapelusz
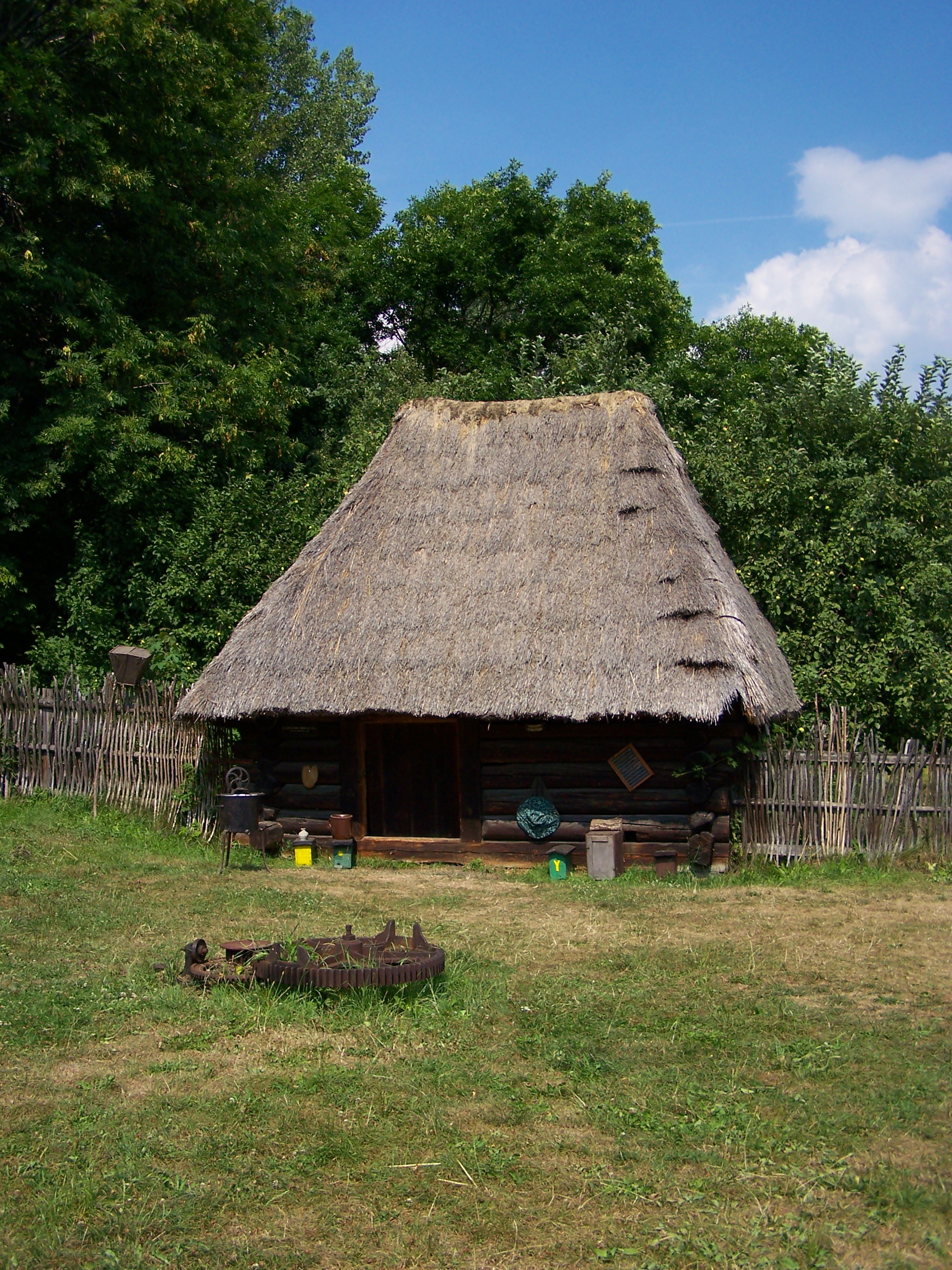
Scheune im Ethnografie-Park

### Museen
- Das Hüttenmuseum (Museum Hutnictwa) liegt in der Ul. Metalowców 4a. Gezeigt werden beispielsweise der 17 Tonnen schwere Brückenhammer oder den Teil  eines Walzwerks mit seinem Schwungrad von 6 Metern Durchmesser. Die Ausstellungen informieren über die Eisen- und Stahlproduktion, Alltagsleben der Hüttenarbeiter und die Stadtgeschichte.

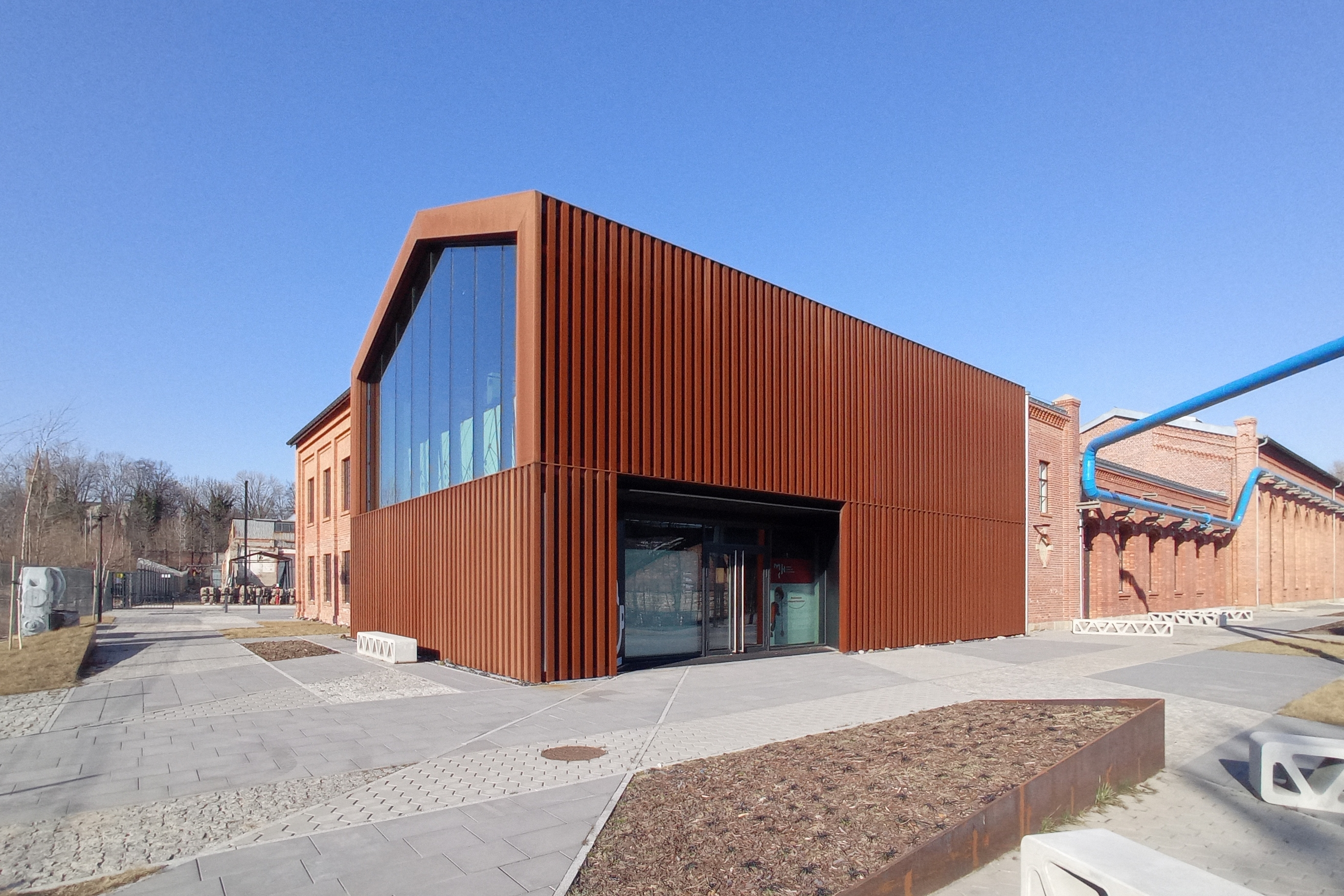
Das Hüttenmuseum
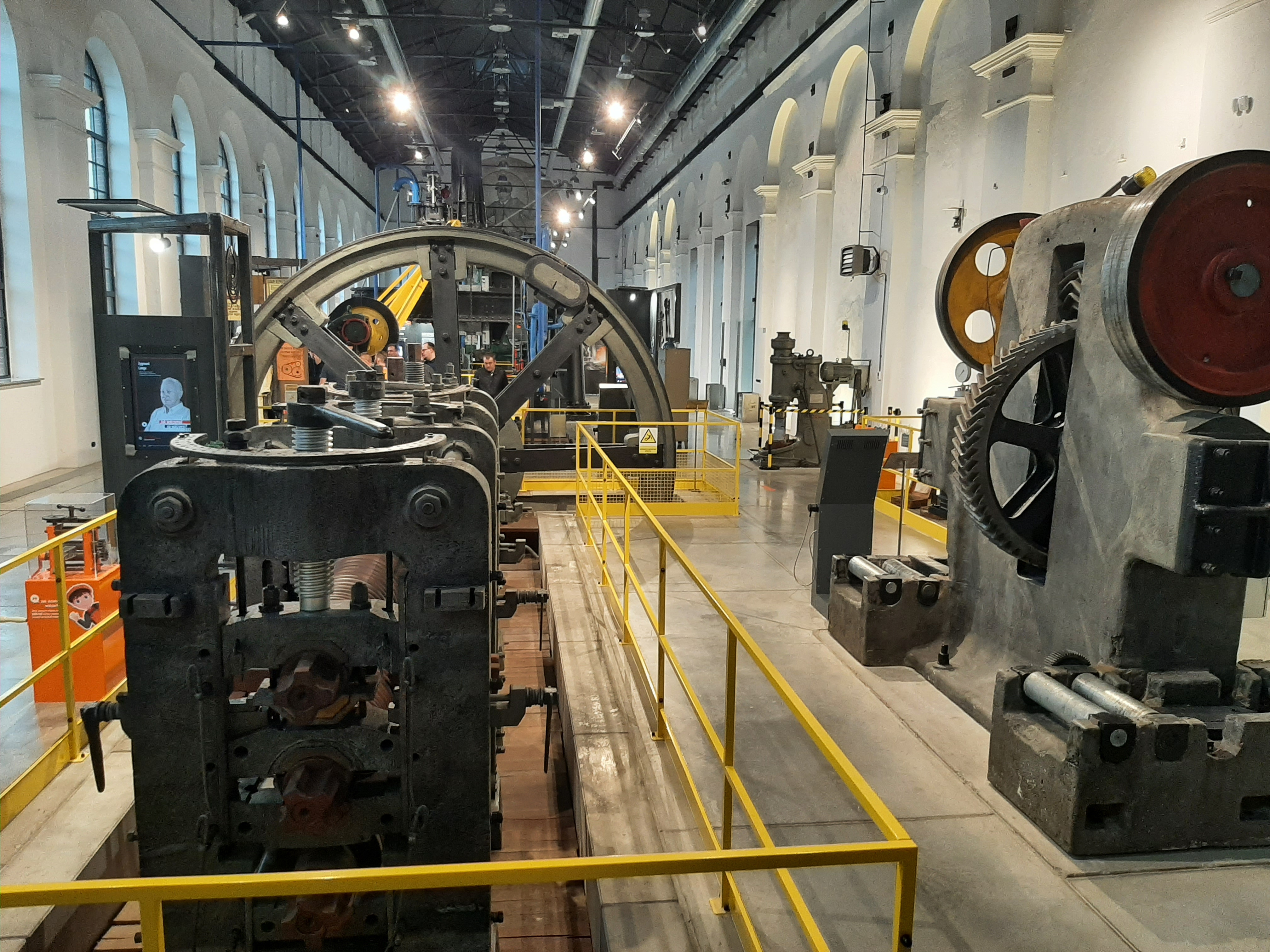
Ausstellungs-Saal
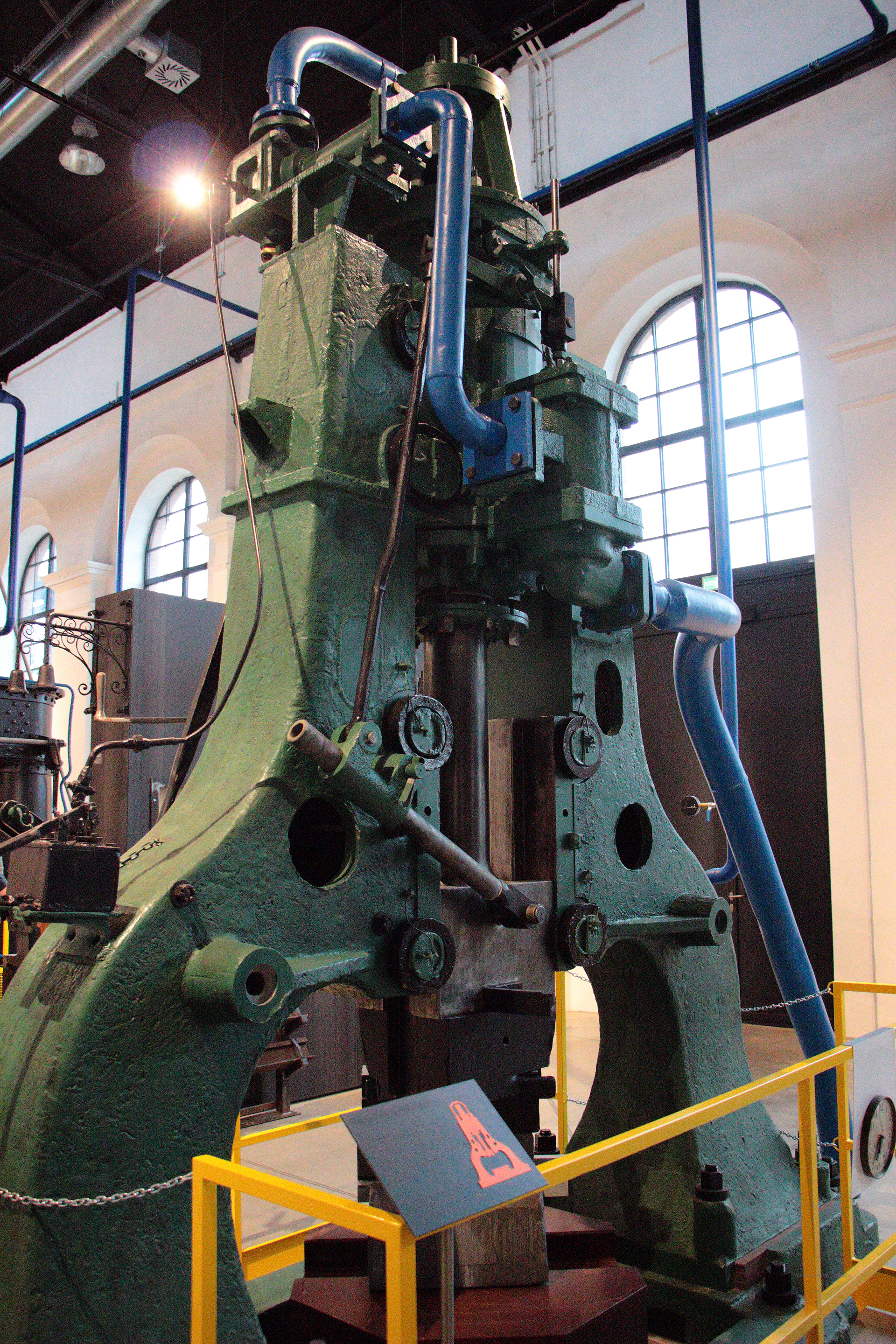
Ausstellung
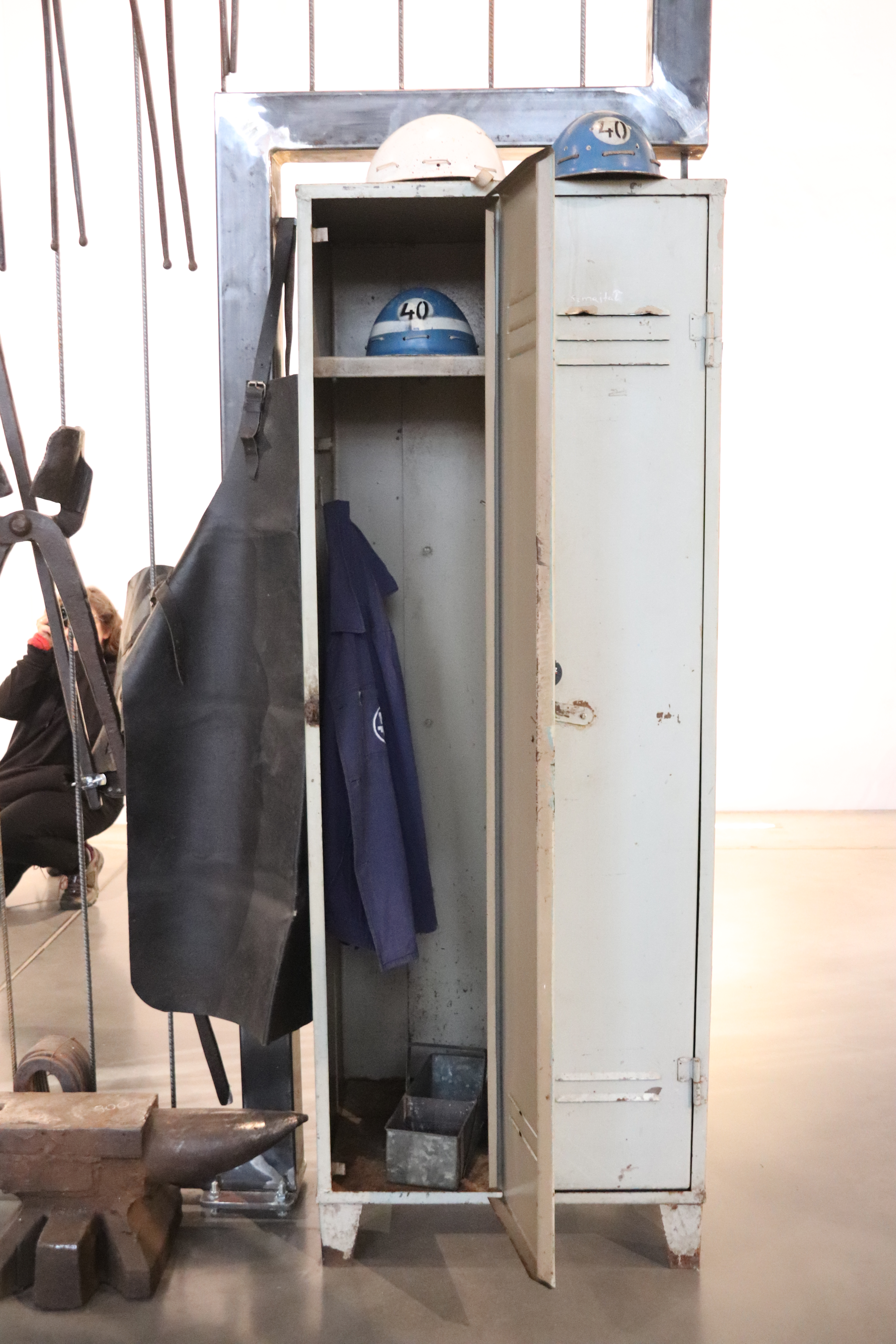
Spind eines Hüttenarbeiters
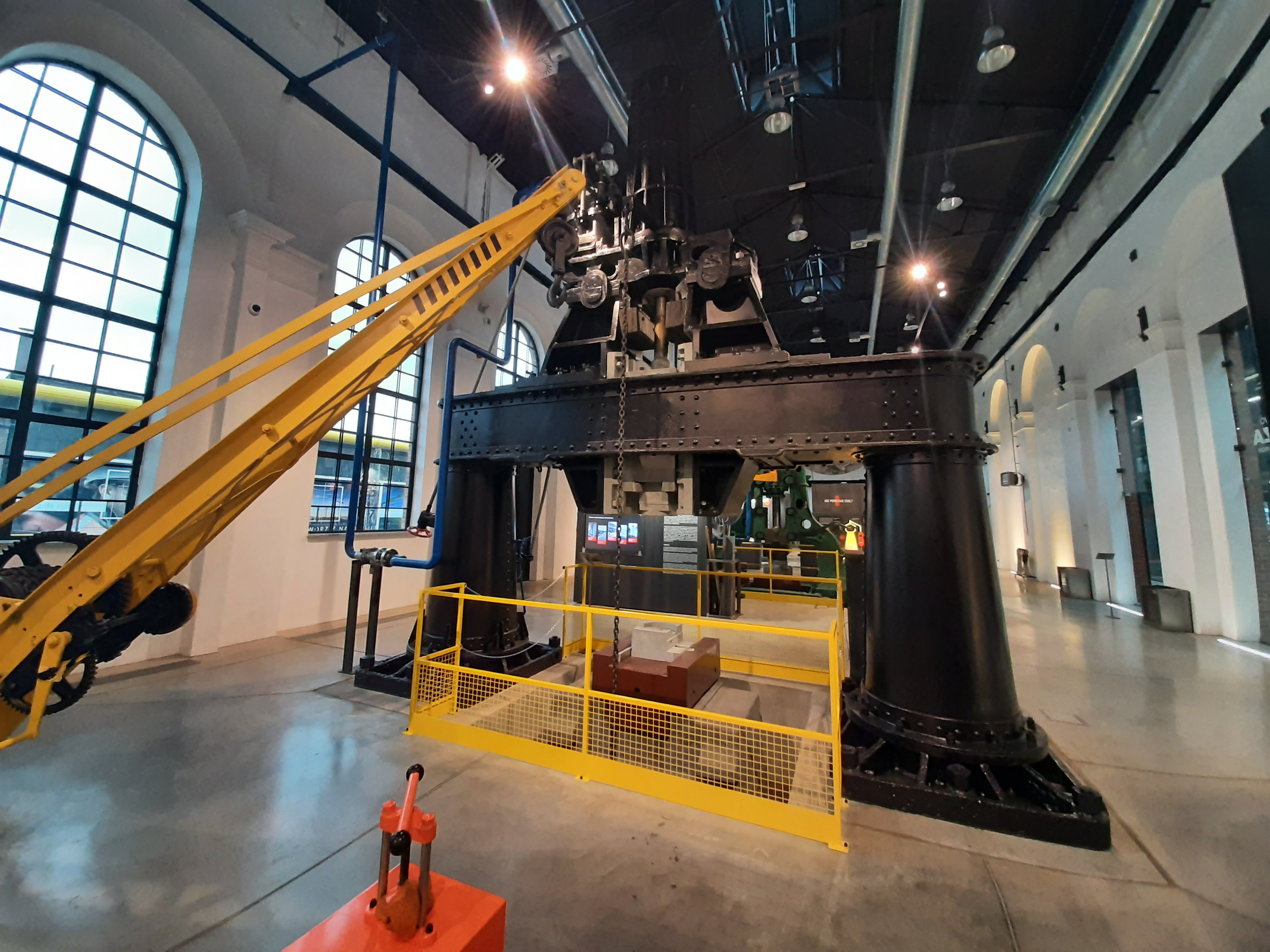
Eisenproduktion

## Sport

### Vor dem Ersten Weltkrieg

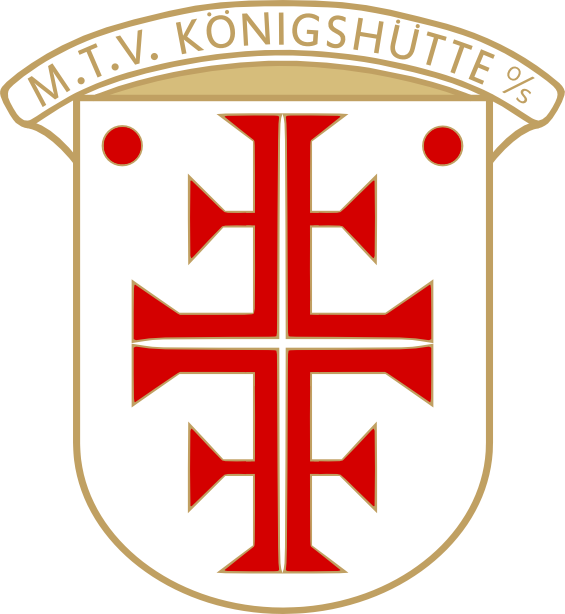
Logo des MTV Königshütte

Die Anfänge reichen bis ins Jahr 1862, als der erste Turnverein, der spätere Männerturnverein (MTV) am 10. Juli vom Hüttenmaschinenmeister Angele gegründet wurde. Erster Vorsitzender wurde der Zimmermeister Carlitzek. Zuerst turnte der Verein in einem Saal des Hotels Wandel in der Kattowitzer Straße, um am 13. Juli 1895 eine eigene neugebaute Turnhalle mit einem Leichtathletik- und Ballspielplatz in der Parkstraße zu beziehen. Am 22. August 1875 fand in der Stadt das 1. oberschlesische Gauturnfest mit über 200 Teilnehmern statt. Zum Vorstand des Vereins gehörten der Fabrikbesitzer Paul Sonsalla und der Kassenrendant Czajor.
Im Jahr 1891 begann der Lehrer Alker mit seinen Schülern in der Schule Nr. 7., die im Arbeiterviertel lag, mit täglichen Übungen auf dem Schulhof. Drei Jahre später wurde in der städtischen Schuldeputation das Jugendspiel als Teil des Turnunterrichts in den Schulen beschlossen. Im Laufe der Zeit wuchs der Anteil der Schüler und Lehrer, die daran Anteil nahmen, sowohl während des Unterrichts als auch danach. Um das Jugendspiel noch bekannter zu machen, wurden alljährlich im städtischen Park auf dem Redenberg unter reger Beteiligung des Publikums Spielfeste abgehalten. Der 1. Bürgermeister Herr Stolle und die Schulaufsichtsbehörde unterstützten diese Entwicklung. Dies führte schließlich im Jahr 1901 zur Gründung des ersten Sportvereins, unter dem Namen Spielvereinigung 1901 Königshütte. Zu den Sportarten, die vom Anfang an betrieben wurden, gehörten Faustball, Trommelball, Schlagball und Wandern. Später, vor dem Jahr 1912, kam Fußball hinzu. Als Leiter betätigte sich der Lehrer Pompa. Da dieser Verein keinen eigenen Sportplatz besaß, vereinigte er sich im Dezember 1923 mit dem 1908 gegründeten SC 08.
Am 22. August 1910 entstand offenbar als eine Abspaltung des MTV der bekannteste Königshütter Klub, der Verein für Rasenspiele (VfR). Zu seiner Gründung trug maßgeblich ein Mitglied des MTV, der Österreicher Kurt Pallavicini, bei. Der Grund dafür dürfte das Fehlen einer Fußballabteilung beim MTV gewesen sein. Die Vereinsfarben des VfR waren „Rot-Schwarz“; der Spielplatz lag zwischen der Hummerei- und der Annenstraße. Erster Vorsitzender wurde der Rechnungsführer Ganz. Außer der Fußball- bestand seit der Gründung eine Tennis- und Leichtathletik-Abteilung.

### Jahre 1914–1918
Während des Ersten Weltkrieges ruhte weitgehend der gesamte Sportbetrieb.

### Zwischen den Weltkriegen
Um am Spielbetrieb teilnehmen zu dürfen, mussten nach der Angliederung Ostoberschlesiens, darunter der Stadt Königshütte an Polen im Jahr 1922, die deutschen Vereine polonisiert werden. Dies geschah durch Namensänderung, Austausch der deutschen Vorstände, Zusammenlegung mit oder Übernahme durch die polnischen Klubs. So wurde der VfR in AKS umbenannt, nachdem er anfangs als Mitglied des neugegründeten deutschen Wojewodschaft Fußballverbandes den Spielbetrieb aufnahm. Die Spielvereinigung 1901 änderte ihren Namen in Zjednoczone Przyjaciele Sportu. Der Bismarckhütter Ballspiel Club (BBC) wiederum fusionierte am 7. Januar 1923 mit dem Ruch zu Ruch BBC Wielkie hajduki. Zur gleichen Zeit gründeten sich aus der deutschen katholischen Jugendbewegung neue Sportvereine, Jugendkraft genannt. Es entstanden auch neue polnische Klubs wie der KS Śląsk, der KS Kresy, der KS Polonia oder der Verein des polnischen Militärs.
Im Jahr 1926 wurde ein neues Stadion auf dem Redenberg erbaut, das am 2. Oktober 1927 vom polnischen Staatspräsidenten Ignacy Mościcki feierlich eingeweiht wurde. Zu seinem Komplex gehörten ein Fußballplatz mit einer Aschenbahn, ein kleinerer Sportplatz, ein Vereinsgebäude, eine Schwimmbadanlage, ein Tennisplatz, eine Zuschauertribüne mit ca. 100.000 Plätzen, ein Cricketplatz und ein Exerzierplatz.
Am 6. Januar 1928 wurde ein neuer Verein, der KS Stadion mit den Abteilungen, Fußball, Leichtathletik, Schwimmen und Tennis gegründet.
In Königshütte war der einzige deutsche Tennisklub Ostoberschlesiens, der Lawn-Tennis-Club (LTC) beheimatet.
Im August 1935 wurde erstmals ein Sechstagerennen  (Radfahren) durchgeführt.

### Die Gegenwart
Das Stadion Śląski (Schlesisches Stadion) wurde von 1951 bis 1956 gebaut und mehrfach modernisiert. Es ist ein Fußballstadion mit Leichtathletikanlage und erfüllt die Vorgaben der UEFA-Stadionkategorie 4. Genutzt wird es für Länderspiele der polnischen Fußballnationalmannschaft. Bis in die 2000er Jahre fanden auch Europapokalspiele der Fußballvereine aus der Woiwodschaft Schlesien statt. Einen festen Heimverein, der regelmäßig im Stadion spielt, gibt es nicht. Neben dem Fußball werden Leichtathletikveranstaltungen durchgeführt. Des Weiteren werden auch Konzerte im Stadion Śląski veranstaltet. Es trägt den Spitznamen Kocioł Czarownic (deutsch Hexenkessel).
Bekanntester Sportverein ist Ruch Chorzów, 14-maliger polnischer Fußball-Meister und somit, gemeinsam mit dem Lokalrivalen Górnik Zabrze, Vizerekordmeister Polens. Zuletzt konnte Ruch im Jahre 1989 den Meistertitel erringen. Infolge finanzieller Schwierigkeiten stieg der Verein dreimal in Folge ab, spielt aber seit 2022/23 wieder in der zweitklassigen 1. Liga. Zudem wurde die Frauenhandballabteilung des Vereins neunmal polnischer Meister. Dazu kommt der AKS Wyzwolenie Chorzów, der ehemalige polnische Fußball-Vizemeister (1937) spielt heute in unterklassigen regionalen Ligen. Weitere Klubs bieten die verschiedensten Sportarten von Futsal bis Schach.

## Städtepartnerschaften
- Creil (Frankreich)
- Iserlohn (Deutschland)
- Ózd (Ungarn)
- Termoli (Italien)
- Zlín (Tschechien)

## Persönlichkeiten

### Söhne und Töchter der Stadt
- Theodor Erdmann Kalide (1801–1863), Bildhauer, Meister der Hüttenwesen-Gußtechnik
- Richard Breslau (1835–1897), Bürgermeister von Erfurt
- Guido Thielscher (1859–1941), Schauspieler, Komiker und Kabarettist
- Anton Froehlich (1860–1931), Großkaufmann, Mühlenbesitzer, Vorsitzender Aufsichtsrat der Śląski Bank Ludowy
- Anna Borchers (1870–1918), Diakonisse, Kindergartenpädagogin
- Max Epstein (1874–1948), Jurist, Schriftsteller und Theaterleiter
- Paul Segieth (1884–1969), deutscher Maler und Zeichner
- Alfons Kaczmarczyk (1885–unbekannt), deutscher Abgeordneter
- Leopold Michatz (1885–1958), deutsch-polnischer Politiker
- Friedrich Weißler (1891–1937), deutscher Jurist und Mitglied der Bekennenden Kirche
- August Froehlich (1891–1942), katholischer Priester, Widerstandskämpfer gegen den Nationalsozialismus, KZ Buchenwald, KZ Dachau (†)
- Günther Rittau (1893–1971), deutscher Kameramann
- Erwin Respondek (1894–1971), deutscher Wirtschaftswissenschaftler, Widerstandskämpfer gegen den Nationalsozialismus und Spion
- Erwin Meyer (1899–1972), deutscher Physiker
- Max Grünewald (1899–1992), deutscher Rabbiner
- Roman Nowak (1900–1980), polnischer Politiker
- Heinz Tichauer (1901–1938), deutscher Bildhauer und Techniker
- Walter Zirpins (1901–1976), deutscher Jurist und Polizeibeamter
- Rudolf Albrecht (1902–1971), deutscher Politiker (VdgB, DBD und SED) und Staatssekretär im Ministerium für Handel und Versorgung der DDR
- Kurt Alder (1902–1958), deutscher Chemiker, Nobelpreisträger 1950
- Kurt Jan Blisch (1902–1983), Maler, Illustrator und Zeichner
- Günther Friedländer (1902–1975), deutsch-israelischer Pharmazeut und Gründer des Pharmaherstellers Teva
- Ludwig Mzyk (1905–1940), Steyler Missionar, römisch-katholischer Seliger
- Oswald Kaduk (1906–1997), deutscher SS-Unterscharführer und Rapportführer und einer der Hauptangeklagten des Auschwitz-Prozesses
- Franz Waxman (1906–1967), Filmkomponist (2 Musik-Oscars), Dirigent und Arrangeur
- Elfriede Weidlich (1907–1994), Sopran, Kammersängerin der Staatsoper Dresden
- Emil Bednarek (1907–2001), polnischer Kapo, Häftling im KZ Auschwitz
- Paul Szczurek (1908–1948), deutscher Kriegsverbrecher, Aufseher im KZ Auschwitz, im Krakauer Auschwitzprozess zum Tode verurteilt
- Georg Wilhelm Müller (1909–1989), deutscher nationalsozialistischer Studentenführer, SS-Oberführer
- Richarde Mzyk (1910–1945), deutsche Steyler Missionsschwester und Märtyrin
- Edmund Majowski (1910–1982), polnischer Fußballspieler und -trainer
- Josef Strauch (1910–1970), deutscher Offizier, Politiker und Referatsleiter in der Hessischen Landeszentrale für Politische Bildung
- Siegfried Weinmann (1910–1996), deutscher Kameramann und Fotograf
- Oskar Seidlin (1911–1984), deutsch-amerikanischer Germanist, Kinderbuch- und Krimiautor
- Hans Franke (1911–2000), deutscher Gerontologe
- Fritz Freitag (1915–1977), deutscher Maler und Graphiker
- Peter Brock (1916–1982), deutscher Schriftsteller
- Henryk Alszer (1918–1959), (Olympia-)Fußballspieler
- Henry Maitek (1922–2007), deutscher Fotograf
- Henryk Nowara (1924–2001), polnischer Boxer und Boxtrainer, mehrfacher Olympiateilnehmer
- Reinhard Appel (1927–2011), deutscher Journalist, Redakteur und Intendant
- Gerard Cieślik (1927–2013), Fußballspieler der polnischen Nationalmannschaft sowie von Ruch Chorzów, Ehrenbürger
- Tino Schwierzina (1927–2003), deutscher Politiker (SPD)
- Theodor Kotulla (1928–2001), deutscher Regisseur (u. a. Film mit Götz George über KZ Auschwitz)
- Henryk Hadasik (1929–2002), polnischer Radrennfahrer
- Egon Piechaczek (1931–2006), polnischer Fußballspieler und -trainer
- Gottfried Dominok (1932–2010), deutscher Knochenpathologe in Dresden und Cottbus
- Ulrich Schicha (1934–1993), Kirchenmusiker, 1971–1990 Assistent des Kreuzkantors Martin Flämig, 1990/91 kommissarischer Kreuzkantor[26]
- Bohdan Gonsior (* 1937), polnischer Fechter
- Hans Kolo (1937–2022), deutscher Politiker (SPD)
- Halina Herrmann (* 1938), deutsch-polnische Leichtathletin, Olympiasiegerin von Tokyo (1964) und Olympiadritte in Rom (1960)
- Eugeniusz Faber (1939–2021), polnischer Fußballspieler und Nationalspieler
- Edward Bogusławski (1940–2003), polnischer Komponist und Musikpädagoge
- Walter Mixa (* 1941), deutscher Bischof von Eichstätt 1996–2005, Militärbischof 2000–2010, Bischof von Augsburg 2005–2010
- Dieter Forster (* 1942), deutscher Tischtennis-Nationalspieler
- Antoni Piechniczek (* 1942), polnischer Fußballspieler und -trainer
- Christian Skrzyposzek (1943–1999), polnischer Schriftsteller
- Guido von Martens (1943–2019), deutscher Keramiker
- Hanna Schygulla (* 1943), deutsche Schauspielerin
- Olgierd Łukaszewicz (* 1946), polnischer Schauspieler
- Alex Skovron (* 1948), australischer Lyriker
- Henryk Wieczorek (* 1949), Fußballspieler der polnischen Nationalmannschaft, Stadtratsvorsitzender
- Jerzy Wyrobek (1949–2013), Fußballspieler der polnischen Nationalmannschaft
- Mieczysław Wojczak (* 1951), polnischer Handballspieler und -trainer
- Albin Wira (* 1953), polnischer Fußballspieler
- Halina Bieda (* 1962), polnische Politikerin
- Piotr Sylwester Chmielowski (* 1965), polnischer Politiker
- Ryszard Riedel (1956–1994), polnischer Sänger der Gruppe Dżem
- Adam Taubitz (* 1967), deutscher Jazzmusiker
- Grzegorz Jarzyna (* 1968), polnischer Theaterregisseur
- Andreas Pokorny (* 1968), deutscher Eishockeyspieler
- Jacek Płachta (* 1969), deutsch-polnischer Eishockeyspieler und -trainer
- Agnieszka Krukówna (* 1971), polnische Schauspielerin
- Wojciech Kuczok (* 1972), polnischer Schriftsteller und Filmkritiker
- Marcin Dylla (* 1976), polnischer Gitarrist
- Zuzanna Smykała (* 1990), polnische Snowboarderin
- Monika Hojnisz-Staręga (* 1991), polnische Biathletin
- Anton Kotulla oder Antoni Kotula, Schachspieler (bezwang u. a. den russischen Großmeister Smyslow)
- Paul Mross oder Paweł Mróz, Schachspieler („Wielkie Hajduki“, erster polnischer Schachmeister, nach 1945 in Deutschland (Berlin))

### Andere Personen, die mit der Stadt verbunden sind
- Wilhelm Wagner (1848–1900), Chirurg, „Freund und Wohltäter der Arbeiter“
- Ernst Schroeder (1889–1971), 1940 bis 1944 Oberbürgermeister von Königshütte